# Ernst Wildi

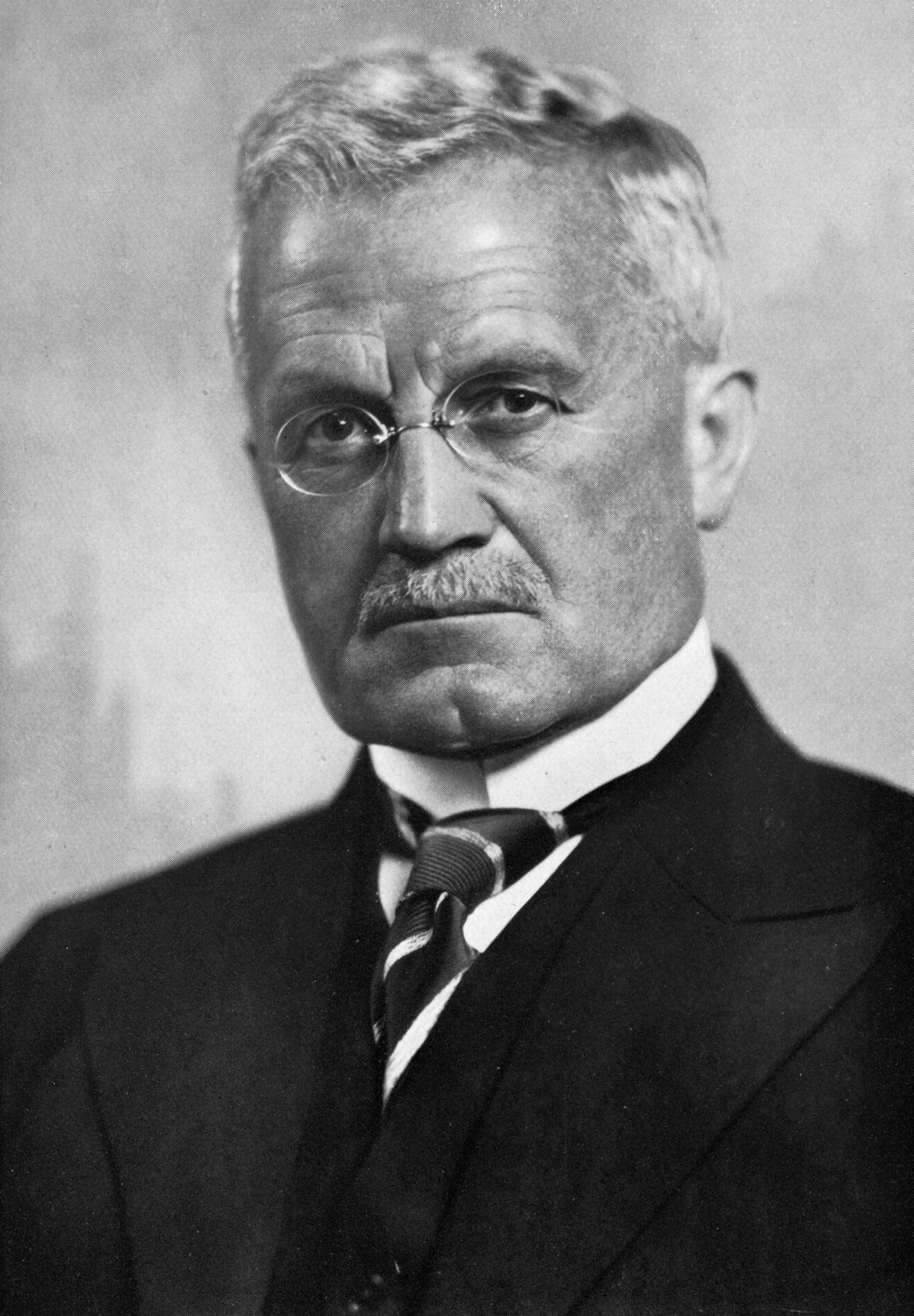
Ernst Wildi, der amtslängste Rektor an der Kantonsschule Trogen
(1904–1937)

Ernst Wildi (* 27. August 1878 in Huttwil; † 11. Januar 1939 in Trogen; heimatberechtigt in Wiggiswil) war ein Schweizer Gymnasiallehrer. Er war 33 Jahre lang Rektor an der Kantonsschule Trogen (KST) und hat die Schule und deren Entwicklung von 1904 bis 1937 nachhaltig geformt. Sein Wirken in dieser Zeit zeigt ein exemplarisches Abbild des gymnasialen Alltags in der Schweiz und dokumentiert eine der prägendsten Phasen in der Geschichte der Kantonsschule Trogen.

## Leben

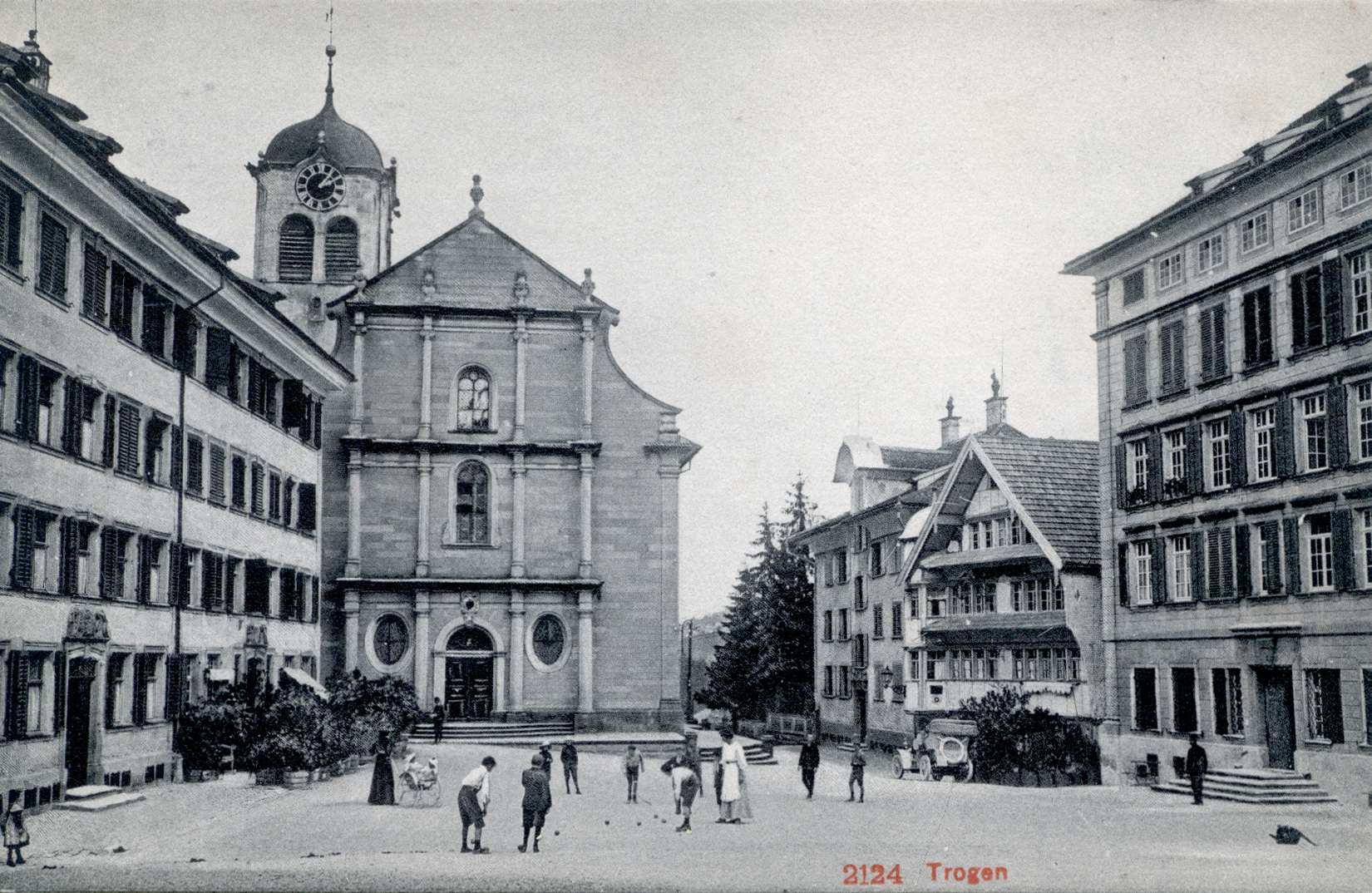
Die neue Heimat von Ernst Wildi: Trogen (Dorfplatz), ca. 1920

Ernst Wildi wuchs als Bauernsohn in Huttwil im Kanton Bern auf, besuchte in Burgdorf das Gymnasium und kam dann an die ETH Zürich, wo er 1901 das Fachlehrerexamen für naturwissenschaftliche Fächer mit Schwerpunkt Chemie abschloss. Im Frühling desselben Jahres suchte die Kantonsschule Trogen (KST) einen Aushilfslehrer, worauf sich der 23-jährige Wildi bewarb. Obwohl er nicht die Absicht hatte, in Trogen zu bleiben, sollte diese Appenzell Ausserrhoder Gemeinde dennoch zu seiner Wahlheimat werden. Im Oktober 1903 trat der damalige Rektor Heinrich Theodor Wiget von seinem Schulleiteramt zurück, und man suchte einen Nachfolger. Obwohl Wildi der zweitjüngste unter den zehn Lehrern und erst zweieinhalb Jahre an der Schule tätig war, wurde ihm, vorerst provisorisch, die Leitung der Schule und, gemeinsam mit seiner gerade erst angetrauten Gattin Bertha, die Führung des Knabenkonvikts übertragen. Bis zu seinem Rücktritt im Oktober 1937 stand Ernst Wildi stets im Dienste der Kantonsschule und prägte durch seinen Effort und seine Initiative die Institution wie kein anderer Rektor vor ihm. Kurz nach seiner Pensionierung starb er im Januar 1939 im Alter von 61 Jahren in Trogen, wo er auch beigesetzt wurde.

## Beitrag zur Schule

### Reorganisation 1904 bis 1907

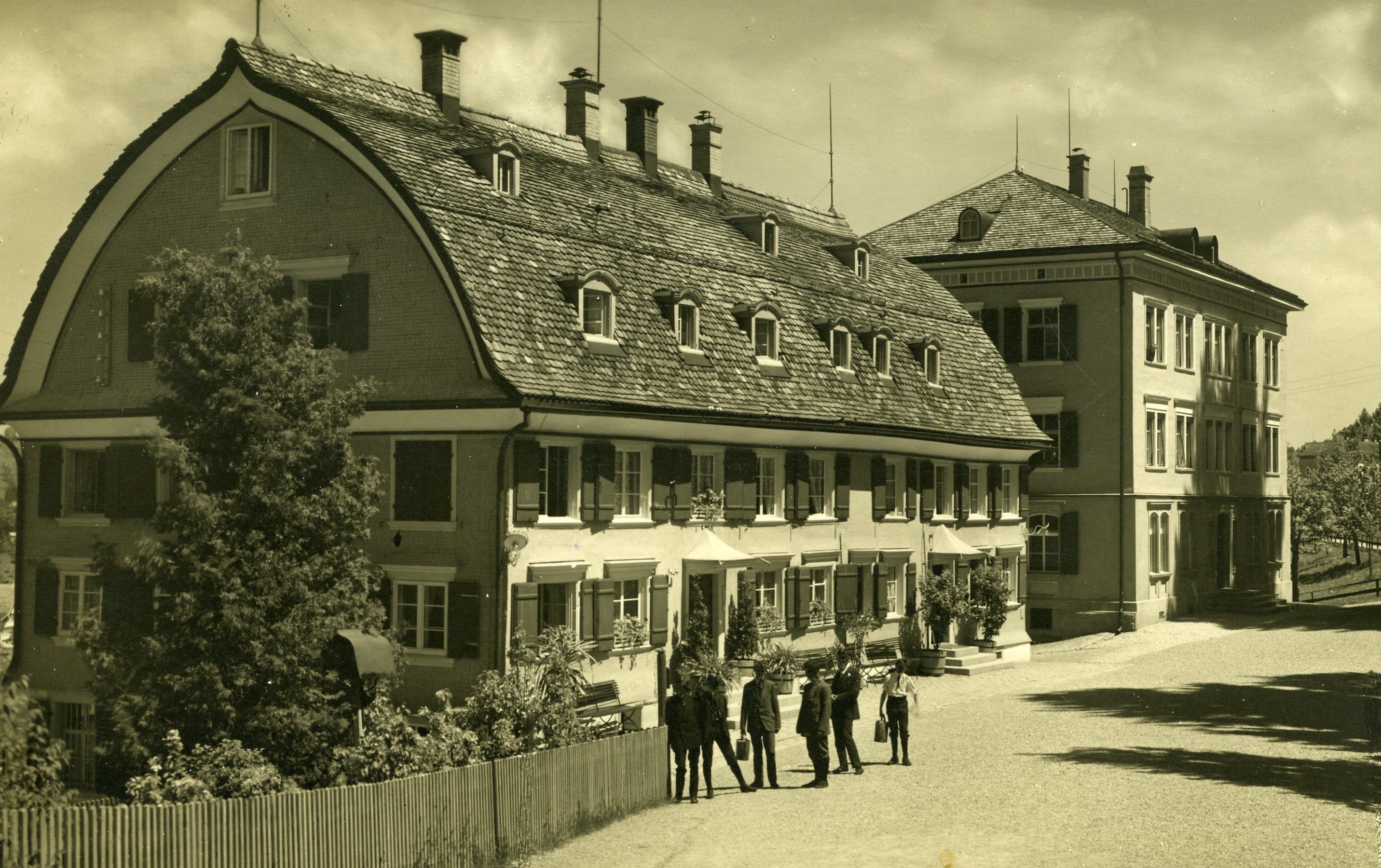
Die Kantonsschule Trogen: Knabenkonvikt (im Vordergrund) und «Altes Schulhaus», ca. 1910

Bereits zu Beginn seiner Karriere als Schulleiter stand Ernst Wildi, kaum 26-jährig, vor einer der grössten Herausforderungen in der bisherigen Geschichte der KST: Nachdem die Schule nun seit 83 Jahren bestanden hatte (Gründung 1821), war es dringend notwendig, die Institution dem 20. Jahrhundert anzupassen. Eine 1904 eigens gebildete Kommission analysierte den Schulbetrieb und konnte im Januar 1906 ihre Resultate vorlegen, welche bereits am 21. Mai im Kantonsrat einstimmig angenommen wurden. Die Reorganisation bestand im Wesentlichen aus vier Punkten:
- Es wurde die eigene Maturität mit der Notenskala von 1 bis 6 eingeführt.
- Mädchen wurden an der Schule nun offiziell zugelassen.
- Das Schulgeld für im Kanton wohnende Schüler wurde aufgehoben.
- Aus dem ehemaligen «Schülerpensionat» wurde ein «Staatliches Konvikt für Knaben» mit einem Konviktleiter.

Keine Chance im Kantonsrat hatte der Vorschlag bezüglich der Eingliederung einer Pädagogischen Abteilung an der KST. Bereits in den 1820er-Jahren wurden an der Schule für kurze Zeit Lehrer ausgebildet, 1863/64 fanden gar Verhandlungen mit dem Kanton Glarus statt, um in Trogen ein gemeinsames Lehrerseminar zu führen. Auch ein erneuter Anlauf im Jahre 1896 führte nicht zum Ziel. Unter Rektor Ernst Wildi (der Titel des Schulleiters lautete nun amtlich «Rektor») wurden nun die gefassten Beschlüsse in einem intensiven Arbeitsjahr umgesetzt. Dazu gehörten auch ein neu aufgestellter Lehrplan, Reglemente für die Konvikthausordnung, für Dispensation, Hospitation, Aufnahmeprüfungen und Disziplinarbestimmungen. Parallel dazu wurden auch die Statuten der Schule revidiert: Eine der wesentlichsten Erneuerungen dabei war, dass nun auch Mädchen erwähnt wurden. Die ersten Schülerinnen wurden bereits 1895 an der KST unterrichtet; der Vorstoss, auch Mädchen aufzunehmen, kam damals von Rektor August Meier, der diesbezüglich an die Kantonsschulkommission schrieb: «Für das gegenwärtige Jahr möchte ich Ihnen eine Frage vorlegen, welche mit der Zeit für unsere Schule Wichtigkeit bekommen möchte. Mehr und mehr sucht man den Töchtern neue Gebiete zu eröffnen und dies ist vielerorts auch auf dem Gebiet der Wissenschaft geschehen. Die Erörterung der Frage, ob auch unsere Schule den Mädchen den Weg zum Studium öffnen soll. […] Auf die angesprochene Idee führte mich mein Töchterlein ‹Adelina›, die das 1. Jahr die Mädchenrealschule besucht, sich als fähig erweist und sehr wahrscheinlich studieren möchte.» 1907 enthielt der Artikel 1 der reorganisierten Kantonsschule dann die Bestimmung: «Soweit es die Verhältnisse zulassen, sollen auch Mädchen Aufnahme finden.» Weitere Marksteine nach der Reorganisation waren 1917 die Bildung der Pensionskasse für die Kantonsschullehrer und 1919 die Einführung des Handfertigkeitsunterrichtes.

### Wachsende Schülerzahlen

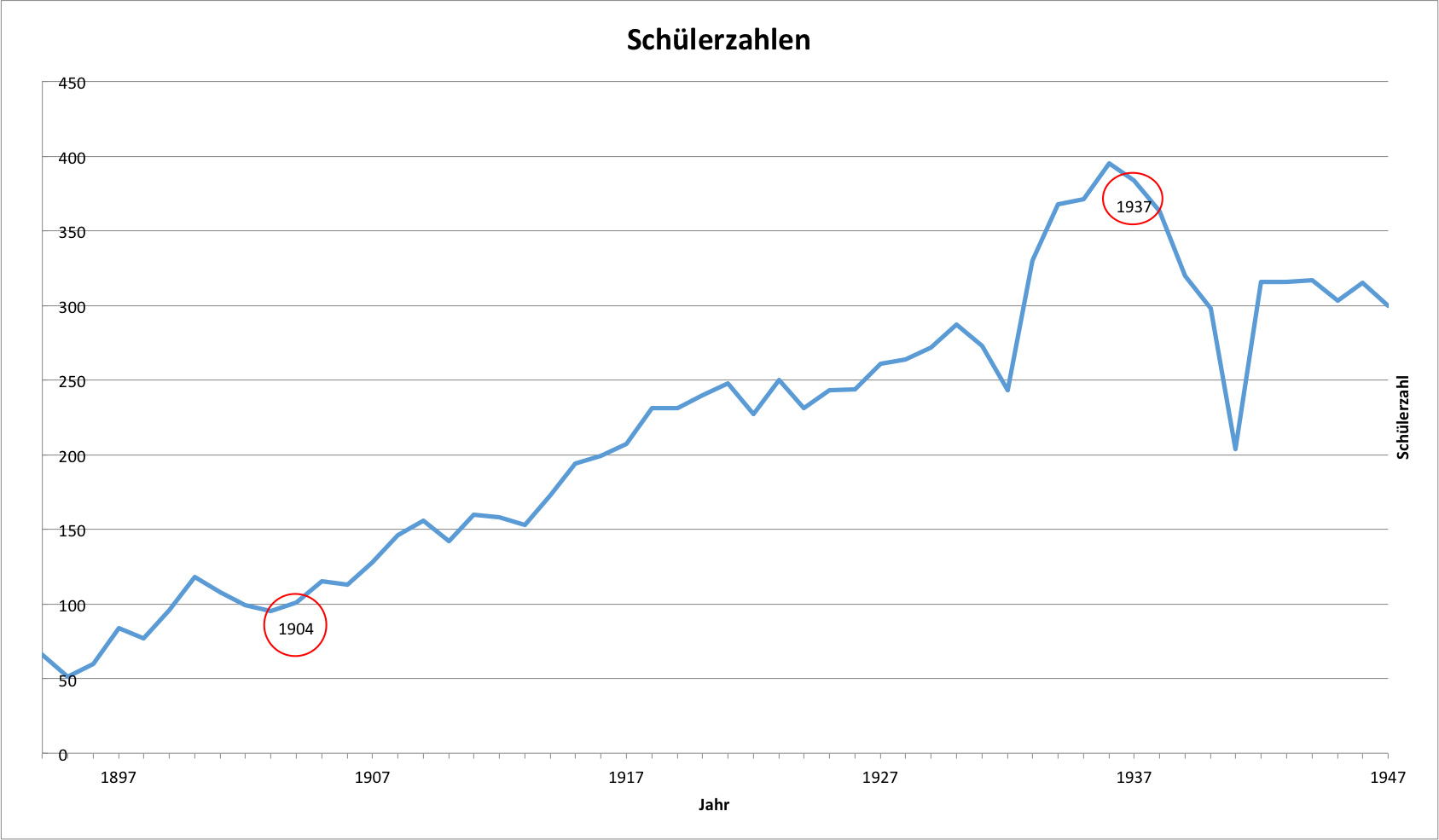
Grafik zu den steigenden Schülerzahlen unter Rektor Wildi

Unter Ernst Wildi blühte die Schule auf und konnte eine jährliche Zunahme von Schülern verzeichnen. Als er 1904 das Rektorat übernahm, hatte die Schule 101 Schüler. Bis 1937 war die Zahl mit 384 beinahe auf das Vierfache angestiegen (auch während des Ersten Weltkrieges nahmen die Schülerzahlen in Trogen zu, während andere Mittelschulen sinkende Zahlen verzeichneten). Dies führte dazu, dass zwischenzeitlich sogar eine Anzahl Lernende, welche die KST besuchen wollte, ohne Aufnahmeprüfung abgewiesen werden musste (im Jahre 1927 waren es beispielsweise 30 Schüler). In der ersten Hälfte des 20. Jahrhunderts hatte es an der Kantonsschule auch stets einen Anteil ausländischer und ausserkantonaler Schüler, die von ihren Eltern nach Trogen geschickt wurden, weil die KST den Ruf einer kleinen und damit übersichtlichen Schule genoss und zudem das ländlich gelegene Dorf abseits der städtischen Ablenkung lag. Dass die Kantonsschule Trogen wachsende Schülerzahlen verzeichnen konnte, war umso bemerkenswerter, als dass es der Schulleitung untersagt war, Werbung für die Schule zu betreiben. Dazu schrieb Wildi 1933 an die Kantonsschulkommission: «Obschon seit 30 Jahren – im Gegensatz zu früher [die einzige Ausnahme bildete ein 1903 gedruckter Prospekt von Wildis Vorgänger Theodor Wiget] – für die Schule absolut keine Reklame gemacht wird, obschon seit den Kriegsjahren nicht einmal in den appenzellischen Zeitungen die Aufnahmeprüfung veröffentlicht werden darf – ausgenommen im Amtsblatt – während die Kantonsschule St. Gallen ihre Prüfungen in der Appenzellerzeitung bringt, so stieg, der Krise zum Trotz, die Schülerzahl ruhig und ziemlich stetig von unter 100 auf 300 an.» Und 1934 in einem Brief an den Landammann: «Wenn man die Geschichte der Kantonsschule kennt, weiss man, wie Pessimisten es als absolut unmöglich erklärten, dass neben St. Gallen je in Trogen eine höhere Mittelschule existieren könne. Und nun steht sie in Flor ohne die allergeringste Reklame.»
Die Gründe für die steigenden Schülerzahlen waren mehrheitlich auf die Reorganisation von 1904 zurückzuführen: Die Zahl der Appenzeller Schüler hatte sich, infolge des Beschlusses, das Schulgeld für im Kanton wohnende Schüler aufzuheben, verdreifacht. Dazu kam, dass auch Mädchen zugelassen wurden; 1921 waren dies bereits 13 % aller Lernenden (im März 2016 machten die Mädchen 54 % der Gymnasialabteilung aus). Ebenfalls vergab der Kanton Appenzell Ausserrhoden Stipendien für arme Schüler. Bei all diesen organisatorischen Gründen spielte jedoch auch der Ruf der Schule, der vor allem durch den Einfluss des Rektors geprägt wurde, eine nicht zu unterschätzende Rolle: Dies begann bereits damit, dass Wildi in der Reorganisations-Phase der Schule mitwirken und danach die KST streng, aber fair nach seinen Vorstellungen leiten und mit dem ihm passenden Lehrkörper gestalten konnte.
Dass in den beiden Gebäuden immer mehr Schüler zu unterrichten waren, wurde zunehmend zum Problem. So erklärte die Staatswirtschaftliche Kommission 1918 die Raumverhältnisse für 207 Schüler als unhaltbar. Aus diesem Grunde fasste man das Projekt eines Erweiterungsbaus ins Auge. Allerdings wurde dieser an der Landsgemeinde 1920 von den Stimmbürgern abgelehnt. Vermehrt wurden auch Stimmen aus dem Volk und den Behörden laut, die KST müsse sich beschränken: So forderte man beispielsweise 1927 von der Schule, sie solle sich dem verfügbaren Raum anpassen, einen Numerus clausus einführen, Schüler in die nahe gelegene Kantonsschule St. Gallen schicken oder keine ausländischen und ausserkantonalen Schüler mehr aufnehmen. Wildi gab sich solchen Tönen gegenüber stets kämpferisch; so schrieb er diesbezüglich an die Kantonsschulkommission: «Schon oft haben wir zu diesem Thema Stellung beziehen müssen, in Eingaben an die Staatswirtschaftliche Kommission, an die Erziehungsbehörden, den Regierungsrat, Kantonsrat, immer dabei die leidige Erfahrung machend, dass dabei nicht nur Volkskreise, welche dem höheren Bildungswesen ferne stehen, sondern auch Mitglieder in den Behörden nicht einsehen wollen, dass auch der Kanton Appenzell Ausserrhoden gegenüber den eidgenössischen Mitständen seine kulturellen Verpflichtungen zu erfüllen hat, auch wenn dies Auslagen verursacht.»
Die vielen Schüler hatten aber auch einen positiven Einfluss auf den Ort Trogen, da die meisten Lernenden während der Schulzeit im Dorf wohnten (nur Schülern, die im Kanton ihren Wohnsitz hatten, war in der Regel ein Platz im Konvikt vorbehalten). So kam es, dass die meisten Kantonsschullehrer mit ihren Frauen und etliche Familien aus Trogen ein Pensionat führten, um Schülern eine Unterkunft anzubieten und sich gleichzeitig einen Zusatzverdienst zu sichern. Die Privatpensionen bildeten somit einen nicht zu unterschätzenden wirtschaftlichen Faktor, so dass im 20. Jahrhundert 49 Pensionen Platz für beinahe 260 Schülerinnen und Schüler boten. In einer Rede an die Gemeinde 1936 nahm Rektor Wildi dazu Stellung: «Mehr als vielleicht diesem und jenem in der Gemeinde, aber auch uns an der Schule lieb ist, sind nun einmal Trogen und die Kantonsschule schicksalsverbunden. Blüht die Schule, so macht sich dies durch die ganze Gemeinde hindurch in einer Weise geltend, die man vielleicht erst dann einmal recht ermessen wird, wenn die ‹Hochflut› vorüber ist, die nun seit Jahren an unserer Schule herrschte. […] Nun haben wir gottlob in Trogen durch die Schule ein Mittel, wenigstens bis zu einem gewissen Grad den Krebsgang zu steuern, Verdienst und Leben in unsere grünen Hügel hinaufzubringen.»

### Schülerabend

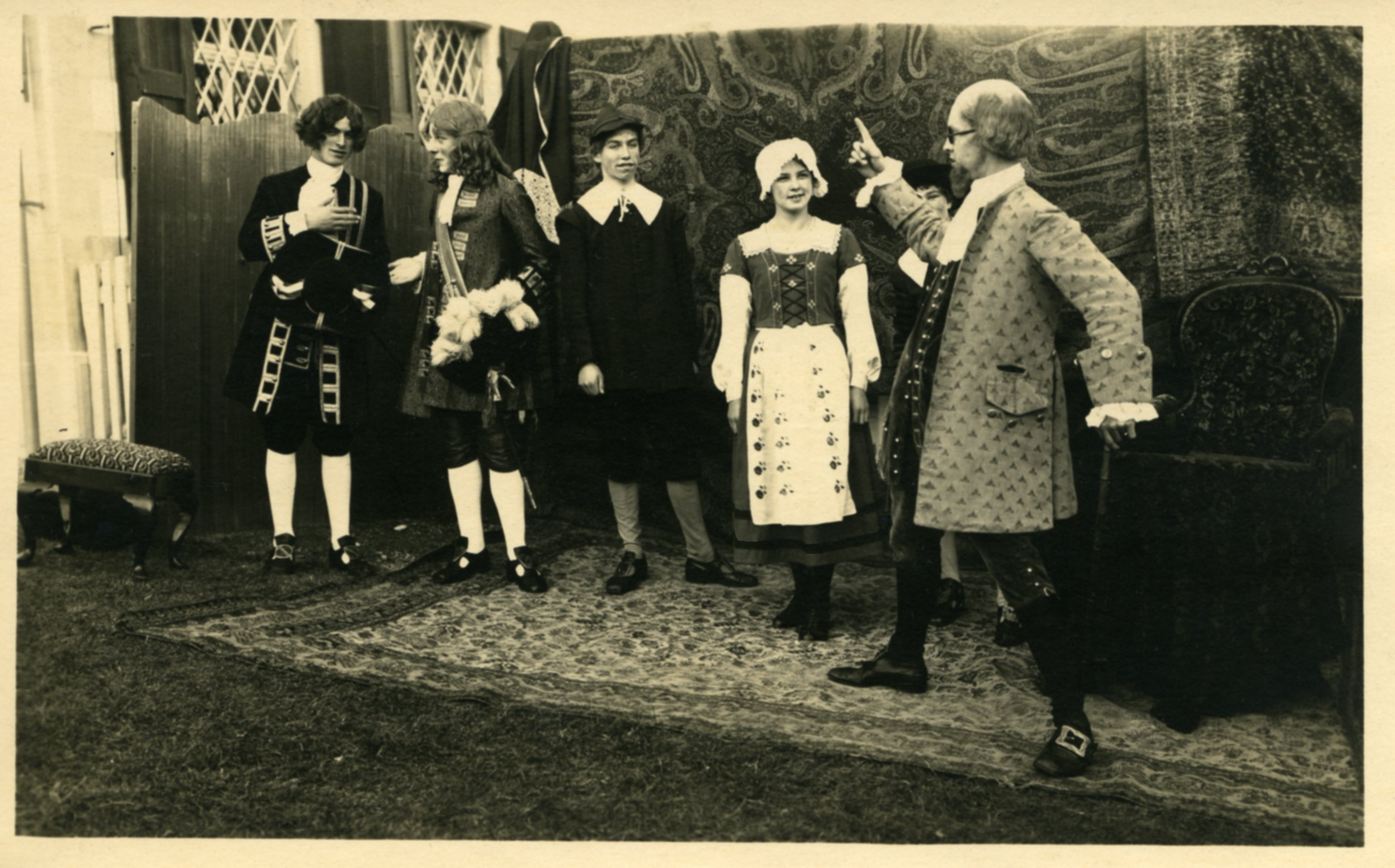
Schülerabend 1925: Theateraufführung von Der Geizige von Molière (3. v. l.: Max Schmidheiny als Lakai ‹Brindavoine›)

Dass an der KST Theater gespielt wird, entspricht einer langen Tradition, die ihren Ursprung in einem Vorschlag von Rektor Wildi hat. Dieser wollte 1911 durch eine gemeinsame Feier die Menschen, welche mit der Kantonsschule zu tun hatten, verbinden. Es entstand die Idee eines Schülerabends, der jeweils im Februar durchgeführt wurde und an dem, neben Musik des Kantonsschulorchesters und Tanz, auch ein Theaterstück von den Schülern aufgeführt wurde. Ermuntert durch den Erfolg, entschloss man sich, die neu eingeführte Feier beizubehalten. Am Schülerabend von 1936 erinnerte sich Ernst Wildi zurück: «Wäre ich ein Freund von Jubiläumsfeiern, so müsste ich heute Abend eine Jubiläumsrede halten, denn zum 25. Mal feiern wir Schülerabend, den ich im Jahr 1911 meinen Kollegen vorschlug, weil die Schülerzahl wuchs, weil mit dem Wohnen in den verschiedenen Pensionaten eine Zersplitterung drohte, während es mir daran lag, die ganze Schülerschaft mit einem Band zu umschlingen. Die Schülerzahl ist in einem Ausmass gewachsen, wie dies nie geahnt werden durfte, und der Schülerabend erweist sich daher nötiger als je. Auch steckten wir uns vor 25 Jahren einen besseren Kontakt zwischen den Ehemaligen und der Schule zum Ziel, der zu unserm Segen in beglückender Weise zur Wahrheit wurde.» In der zweiten Hälfte des 20. Jahrhunderts existierte ein eigenes Theaterunternehmen: das Kellertheater der Kantonsschule Trogen. Der einst von Ernst Wildi initiierte Schülerabend fand bis 1967 jeweils im Saal des Restaurants «Krone» in Trogen statt. Als der damalige Wirt für die Feier kein Gastrecht mehr gewährte, wurde der jährliche Schülerabend noch bis 1984 auf dem Areal der Schule durchgeführt. Obwohl diese Veranstaltung heute nicht mehr existiert, geniesst das Theater an der Kantonsschule Trogen nach wie vor einen hohen Stellenwert.

### 100-Jahr-Feier

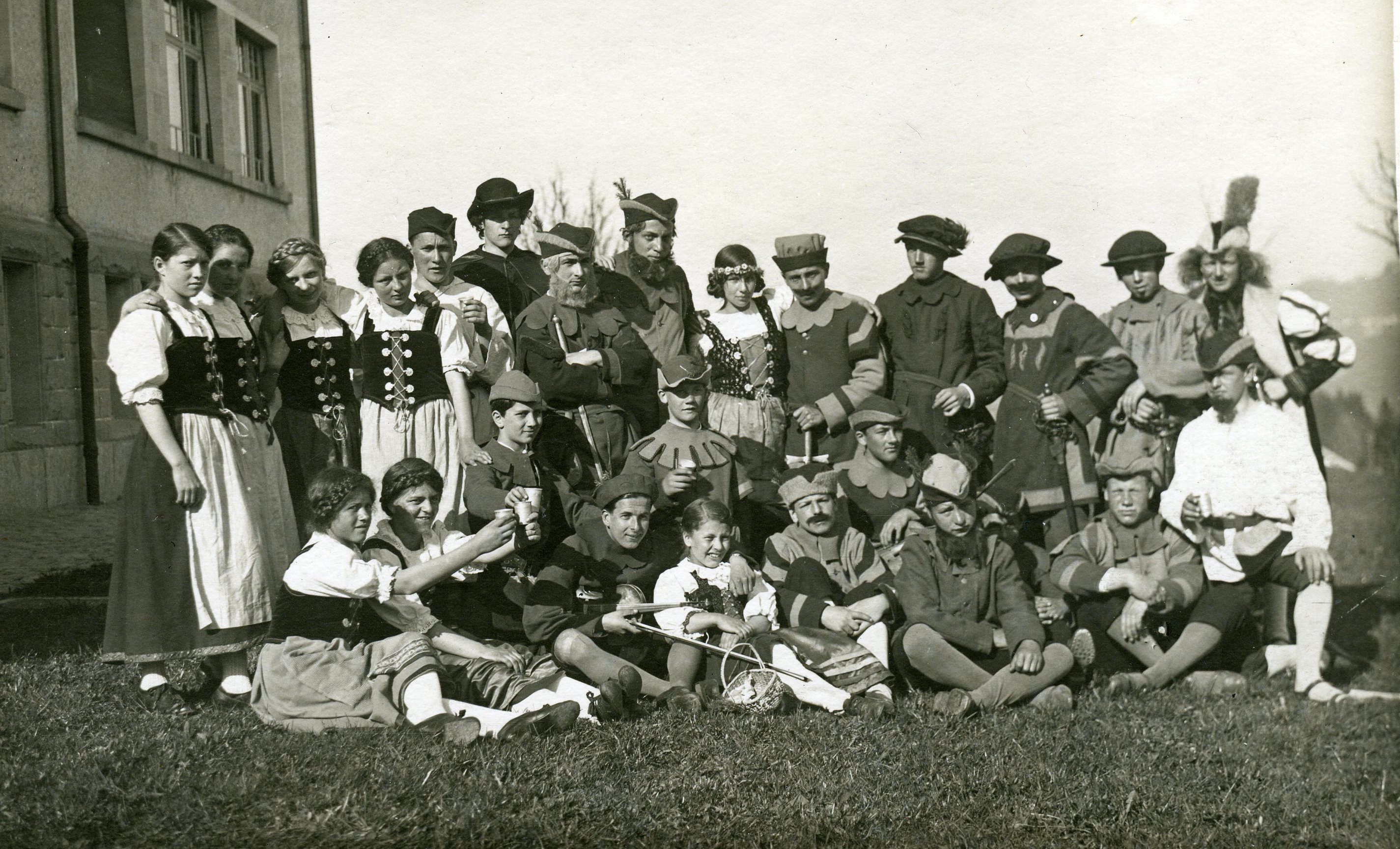
Theatergruppe der Kantonsschule Trogen bei den Proben zur Hundertjahrfeier mit dem Stück Hans Waldmann, 1921

Am 1. Februar 1821 wurde die Kantonsschule des Kantons Appenzell Ausserrhoden, damals noch «Lehr- und Erziehungsanstalt für die Söhne der gebildeten Stände» genannt, mit drei Lehrern und 17 Schülern im Alten Konvikt eröffnet. Erster Rektor war Johann Conrad Zuberbühler, der sieben Jahre Schüler und Gehilfe von Johann Heinrich Pestalozzi gewesen war. Als das Hundertjahrjubiläum der KST näher rückte, schrieb Ernst Wildi Anfang November 1920 an die Kantonsschulkommission, stellte das Programm vor, das von der Lehrerschaft zusammengestellt worden war, und bat um Genehmigung desselben. Ein Programmpunkt war das Theaterstück Hans Waldmann (Hans Waldmann, Heerführer und Bürgermeister von Zürich, 1435–1489) von Adolf Vögtlin. Dazu schrieb Wildi: «Das Trauerspiel von Adolf Vögtlin wählten wir, weil es unbekannt ist, erst einmal aufgeführt wurde und packend wirken muss. Getreu der Tradition unserer Schule, welche bei ihrer Gründung in erster Linie vaterländischen Zwecken dienen sollte, entschlossen wir uns zu einem vaterländischen Schauspiel, das zudem seine Beziehungen zur heutigen unruhigen Zeit aufweist, indem es uns in eine Periode der Geschichte zurückversetzt, in welcher ebenfalls das Volk nach neuen Rechten rief und Stadt und Land sich gegenüberstanden. Wir dürfen an der Feier nicht mit oberflächlichem Lustspiel oder mit etwas Abgedroschenem aufrücken, und ein Commers, wie ihn wohl andere Kantonsschulen veranstalten, liegt nicht im Stil unserer Schule.» Das Theaterstück und auch die meisten anderen Vorschläge wurden bewilligt, und kurz darauf entwarfen Schüler der KST Einladungs-Postkarten mit dem Programm auf der Rückseite. Diese wurden an alle Eltern, ehemaligen Schüler, Behördenmitglieder und Honoratioren verschickt; auf Inserierung in ausserkantonalen Zeitungen wurde verzichtet.
Da Ernst Wildi kein Freund grosser Festivitäten war, fiel die «Centenar-Feier» vom 1. bis zum 3. April 1921 relativ bescheiden aus: Am Freitagabend war die Premiere der Inszenierung von Hans Waldmann für Schüler und Eltern im Saal des Gasthofs «Löwen» in Speicher, danach spielte das KST-Orchester, gefolgt von Tanz. Am Samstagnachmittag fand die öffentliche Feier in der Kirche Trogen statt, und am Abend waren die offiziellen Gäste und ehemaligen Schüler, wiederum im «Löwensaal» Speicher, eingeladen. Neben Orchester, Theater und Tanz wurden auch Lichtbilder aus dem Leben der Kantonsschule mit passenden Versen gezeigt. Der Sonntagnachmittag beschloss die dreitägige Feier in der «Krone» in Trogen mit dem Treffen ehemaliger Schüler.

### Chronist der Schule
Dass die ersten 120 Jahre der Kantonsschule Trogen und deren pädagogische Entwicklung detailliert dokumentiert sind, hat vor allem damit zu tun, dass sich Ernst Wildi in doppelter Hinsicht als Chronist der KST betätigte: Zum einen hatte er im Rahmen der Hundertjahrfeier der KST die Schulgeschichte bis 1921 aufgearbeitet und in der 207-seitigen Festschrift Die Appenzell a. Rh. Kantonsschule in Trogen zum hundertjährigen Bestand publiziert; zum anderen hatte er wie kein anderer Schulleiter die Jahresberichte der Schule genutzt, um die Geschehnisse des vergangenen Schuljahres äusserst genau zu beschreiben.

#### Festschrift

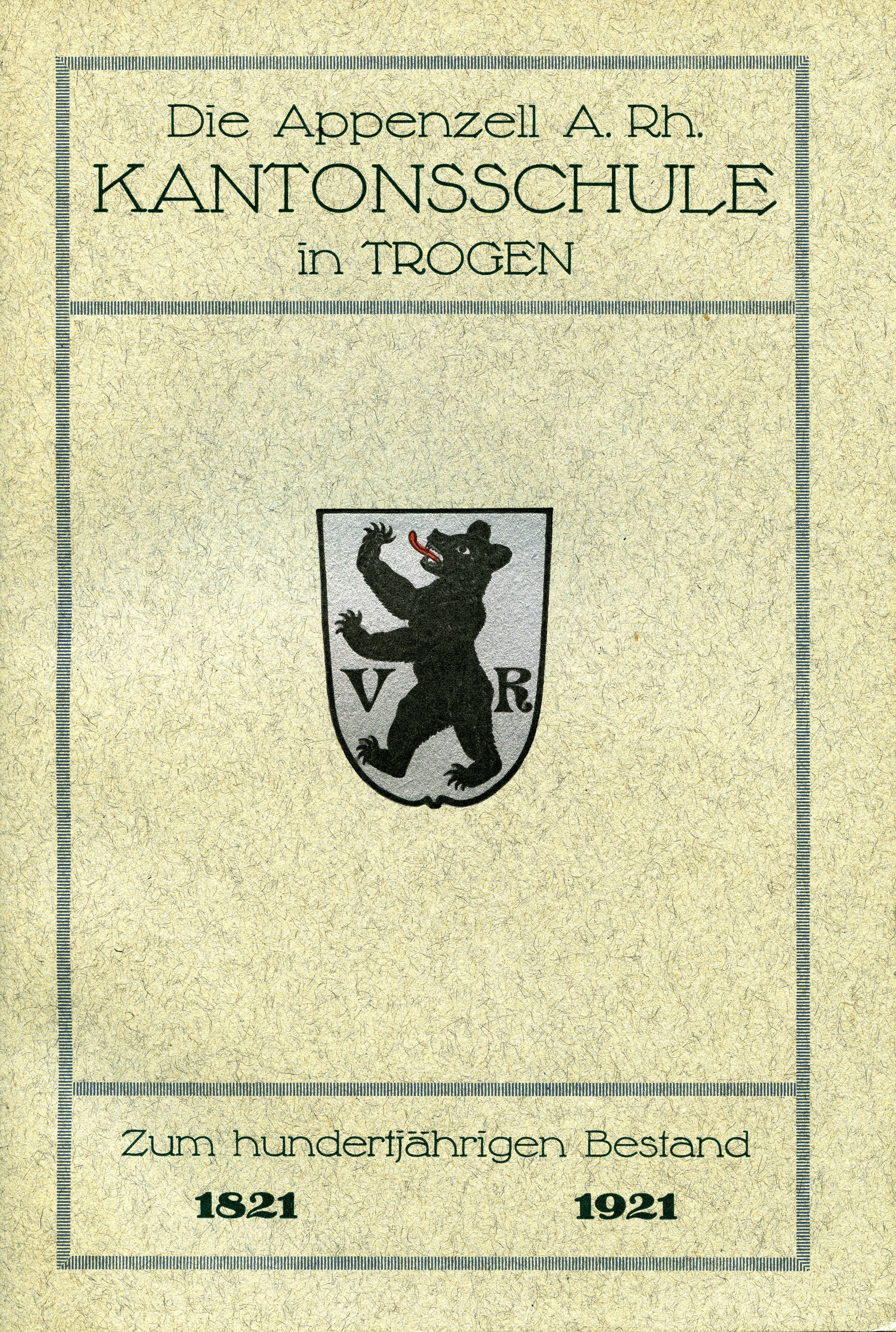
Wildis 207-seitige Festschrift zur 100-Jahr-Feier

Am 3. November 1920 stellte Wildi in einem Brief an die Kantonsschulkommission sein Publikations-Vorhaben vor und begründete dessen Notwendigkeit: «Auf das Jubiläum hin soll eine Festschrift entstehen, die Geschichte der Kantonsschule enthaltend, für welche der Unterzeichnete gegenwärtig das Material sammelt. Diese Festschrift wird natürlich bedeutende Kosten verursachen, aber bei einer Schule wie der unsrigen […] ist es eine direkte Notwendigkeit, dass das mühsame Werden und Entwickeln der Anstalt einmal zusammengestellt und der heutigen Generation vorgeführt wird. Ich werde mir Mühe geben, die Sache lesenswert zu gestalten.» Wildi rechnete mit mindestens 700 Exemplaren, budgetierte dafür 2500 Franken Druckkosten und bat um Freistellung für die umfangreichen Recherchen. Am 2. Dezember bekam er diesbezüglich folgende Antwort: «Wir teilen Ihnen mit, dass die Kantonsschulkommission Ihrem Gesuch um Dispens für 2–3 Wochen im letzten Quartal des laufenden Schuljahres für die Ausarbeitung der Festschrift auf die kommenden Jubiläumsfeierlichkeiten bereitwilligst entsprochen hat.» Die Aufgabe, die ersten 100 Jahre der Schulgeschichte zu dokumentieren, war in einer Zeit ohne gut ausgebaute Verkehrsverbindungen, öffentliche Kataloge und Internet eine besondere Herausforderung. Wildi beschreibt den diesbezüglichen Aufwand im Vorwort der Festschrift: «Ausser den Skizzen über die Geschichte der Kantonsschule von Dekan Heim, veröffentlicht im [ersten] Jahresbericht 1874/75, und dem Bericht des Herrn Pfarrer Schlegel von Trogen, verfasst bei Anlass der Reorganisation im Jahre 1905, lag alles Material in Archiven und Protokollen zerstreut. Ich trug es zusammen aus den Protokollen der Lehrerschaft, der Aufsichts-, Maturitäts- und Landesschulkommission, der Standeskommission, des Grossen Rates, des zweifachen Landrates. Ich durchstöberte alle mir zugänglichen Korrespondenzen, sämtliche appenzellischen Monatsblätter und appenzellischen Jahrbücher, die Jahresberichte, die Berichte der Staatswirtschaftlichen Kommission und alle mir zugänglichen, die lokal- und Schulgeschichte betreffenden Publikationen. Da Akten und Protokolle oft einseitig zeugen, scheute ich die Mühe nicht, ganze Bände alter Tageszeitungen zu durchblättern, ältere Schüler zu befragen. […] Ich trage mit dem Zeitopfer, das die Geschichte der Schule von mir verlangte, dem Kanton A.Rh. gegenüber eine Dankesschuld dafür ab, dass er in einem kritischen Zeitpunkt der Anstalt die Leitung derselben einem jungen Mann anvertraute, der auf den freundlichen grünen Hügeln des Appenzellerlandes Lebensaufgabe und Lebensglück fand.» Für den historischen Blick zurück, von der Gründung der KST und deren Entwicklung in all ihren Phasen bis 1921, verwandte Wildi 120 Seiten. Den damaligen Ist-Zustand der Schule beschrieb er auf den restlichen 80 Seiten, indem er detailliert Organisation, Lehrplan, Behörde, Kadettenkorps, Lehrerschaft, Schülerleben, Konvikt, Bauten und Finanzen darstellte.

#### Jahresberichte
Neben dem historisch wertvollen Zeitzeugnis der Festschrift verfasste Wildi auch die jährlichen Berichte, in denen er Auskunft über das vergangene Schuljahr gab, die Maturitätsprüfungen, den Lehrstoff, Lehrmittel, Schüler- und Lehrerverzeichnisse. Hatten die Rektoren bis 1904 im Schnitt 25 Seiten für die Jahresberichte benötigt, so wuchs deren Umfang, nachdem Wildi die Führung der Schule übernommen hatte, in den kommenden Jahren stetig an. 1910 waren es 43 Seiten, zwölf Jahre später 69, und im Jahre 1925 war der Jahresbericht auf 80 Seiten angewachsen. Die Gründe dafür lagen vor allem darin, dass Wildi zunehmend ausführlichere Chroniken verfasste. Theodor Wiget, Wildis Vorgänger, beschrieb in der Regel auf einer Seite das vergangene Jahr, Wildi hingegen benötigte beispielsweise allein für seine «Nachrichten aus dem Schuljahr» im Jahresbericht 1934/35 ganze 36 Seiten, gefolgt von Schüleraufsätzen zu Exkursionen und Berichten aus dem Kadettenkorps Trogen und dem Konvikt. 1925 kritisierte deshalb die Kantonsschulkommission die hohen Druckkosten. Wildi rechtfertigte sich daraufhin: «Am Umfang des Berichtes würde ich nicht rütteln. […] Er muss allen schweiz. Mittelschulen zugestellt werden, wird von den eidg. Behörden verlangt und immer wieder von Bibliotheken des In- und Auslandes. […] Schon um des Ansehens des Kantons wegen sollte er daher einen bestimmten Gehalt und eine anständige Form aufweisen. Ein Jahr lang habe ich ihn unserer Schülerschaft – es kommt übrigens immer nur ein Exemplar in ein Haus […] – gratis zugestellt. Der Bericht dient auch, weil wir keine besonderen gedruckten Lehrpläne und Reglemente besitzen, die wir verschicken könnten, zur vollständigen Orientierung über unsere Schulverhältnisse, wenn sich Eltern über unsere Schule erkundigen. Ich spare übrigens in Bureauartikeln und Drucksachen, wo ich kann.» Tatsächlich wuchs der Umfang der Jahresberichte in den kommenden Jahren noch weiter an. Als Wildi 1937 seinen letzten Jahresbericht verfasste, wies dieser 109 Seiten auf.

### Bau der Turnhalle

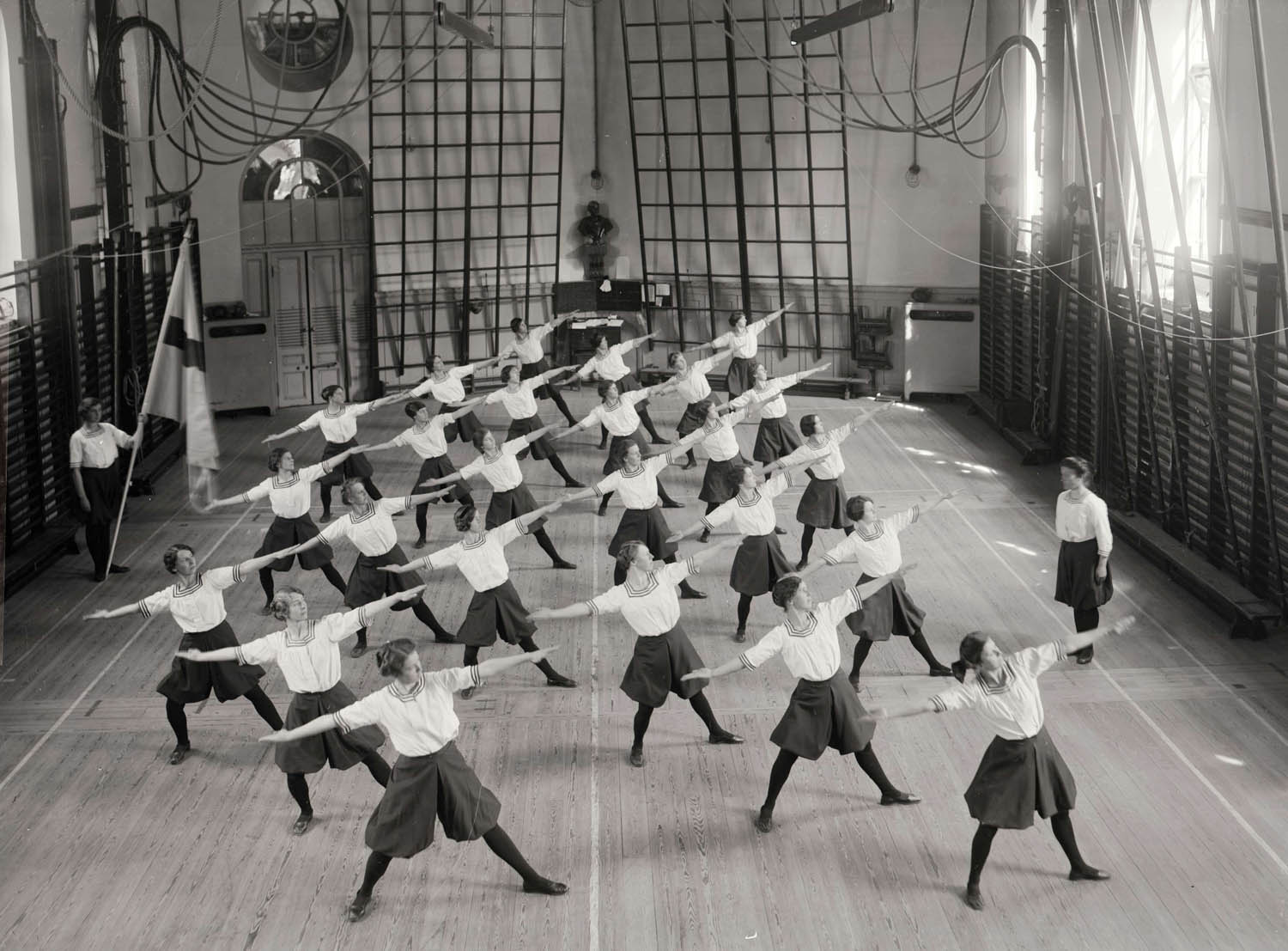
Gymnastik in der ersten Hälfte des 20. Jahrhunderts

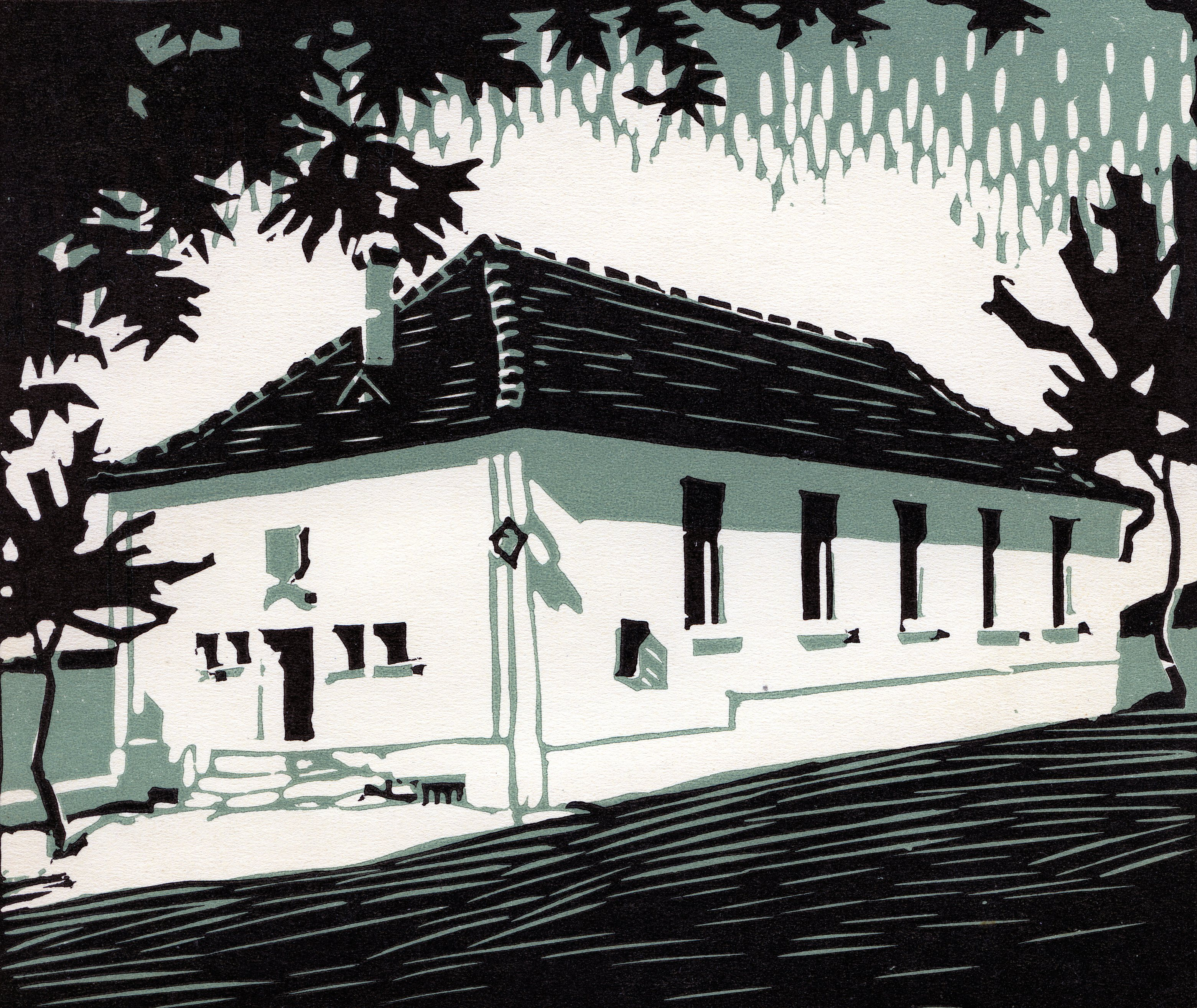
Turnhalle. Linolschnitt von Zeichnungslehrer Otto Schmid, 1929

Zu Beginn des 20. Jahrhunderts erfreute sich der Sport einer immer grösseren Beliebtheit, so dass er auch im Schulunterricht Einzug hielt. Allerdings fehlte der Kantonsschule Trogen eine Turnhalle. Dies sollte sich im Januar 1927 ändern: Damals traf sich Ernst Wildi mit Josef Fenkart (einem Gönner der KST, dessen Söhne die Schule besuchten) auf dem Gäbris zu einer Wanderung, während der Fenkart dem Rektor eröffnete, er wolle der Kantonsschule eine Turnhalle schenken. Zwei Tage nach dieser Besprechung starb Fenkart an einem Schlaganfall, und der Bau der Turnhalle schien damit in weite Ferne zu rücken. Bei einer Besprechung mit Wildi bekräftigten die Witwe und die weiteren Erben jedoch, den letzten Willen des Verstorbenen ausführen zu wollen. Der Rektor schrieb daraufhin im September 1927 an den Kantonsrat: «Ein bedeutendes Geschenk steht nun für die Schule in ganz sicherer Aussicht und zwar durch den Willen aller vier Erbberechtigten der Familie Fenkart.»
Ende des Jahres wurde mit dem Bau begonnen. Dies bedeutete für Wildi einen beträchtlichen zusätzlichen Arbeitsaufwand. Erschwerend kam hinzu, dass durch Kommunikationsprobleme und Missverständnisse Wildi zunehmend in die Rolle des «Puffers» zwischen der Familie Fenkart, der Bauleitung, der Kantonsschulkommission und der Regierung geriet. Im Januar 1928 gipfelten die Probleme, weil der Regierungsrat die Planierung des Turnhallengrundstückes infolge Baukostenprüfung sistierte. Nach all den Bemühungen war dies für Wildi eine derart grosse Enttäuschung, dass er am 28. Januar dem Regierungsrat mit seiner Kündigung drohte: «Zu meinem grossen Bedauern muss ich daher erklären, dass wenn in einer an sich nicht so bedeutenden Angelegenheit, wie dies die Planierung des Turnplatzes eigentlich ist, derartige Diskrepanzen ergeben, wenn also meine Ansicht über das, was eine schweizerische Kantonsschule benötigt, soweit auseinander geht mit der Anschauung leitender Männer im Kanton, dass ich mich dann nicht mehr befähigt fühle, die Leitung der Appenzellischen Kantonsschule weiter zu führen und die Verantwortung für ihre Leitung zu tragen. […] Stellt es sich aber heraus, dass die nun etwas verfahrene Turnhallenangelegenheit nicht auf Missverständnissen beruht, sondern auf grundsätzlich andern Anschauungen, die sich nicht zusammen bringen lassen, so werde ich bei Beginn des neuen Schuljahres auf nächsten Oktober meine Demission als Lehrer und Rektor einreichen.» Ob Wildi dabei auch Va banque spielte, ist unklar. Auf jeden Fall lenkte der Kanton sofort ein, und bereits zwei Tage später folgte die Antwort von Regierungsrat Johann Jakob Tanner: «Es ist mir niemals eingefallen, Ihnen auch nur in Gedanken einen Vorwurf zu machen. Mir hätte jegliche Unterlage dazu vollständig gefehlt. Die Frage, ob Sie je & je für den Kanton zum Rechten gesehen und für ihn gespart, ist gar nicht in Diskussion gezogen. Sie wissen, & müssen aus meinem Verhalten ableiten, dass ich Ihre Tätigkeit wie Ihre Person hoch schätze. Dieselbe Wertschätzung geniessen Sie auch bei den kantonalen Behörden und beim Volk. Es kann also gar nicht in Frage kommen, ‹die Konsequenzen zu ziehen›. Ich möchte Sie dringend bitten, jeden Gedanken auf Rücktritt vom Rektorat aufzugeben. […] Ich habe Sie bisher immer als den guten Geist der Kantonsschule betrachtet. Bleiben Sie es, bleiben Sie es über meine Amtszeit hinaus. Damit erweisen Sie dem Kanton einen grossen Dienst.»
Ernst Wildi liess sich überzeugen, und die Bauarbeiten nahmen ihren Fortgang, so dass Ende Oktober 1928 die neue Turnhalle bezugsbereit war. Am 3. und 4. November fand die Einweihung statt, und in seiner zehnseitigen Einweihungsrede betonte Wildi noch einmal den Stellenwert des Turnunterrichtes für eine zeitgemässe Schule: «In allen Kulturstaaten hat […] in den letzten 20 Jahren, vom Mutterland England ausgehend, der Sport einen ganz ungeahnten Aufschwung genommen. In immer weitere Kreise drang die Überzeugung, dass unsere Art zu leben, einer Ergänzung durch körperliche Betätigung bedarf. Für den Urmenschen waren Leben und Leibesübungen eins. Die Zivilisation hat uns aber von natürlichen Lebensformen abgedrängt, unsere Gesundheit und Lebensfreudigkeit bedrohend.»

### Bau des «Roten Schulhauses»
Kaum war die arbeitsintensive Zeit des Turnhallenbaus vorbei, stand schon das nächste Projekt für Ernst Wildi an: der Ergänzungsbau der Kantonsschule Trogen, der von verschiedenen Zeitgenossen als Wildis Lebenswerk bezeichnet wurde. Allerdings sollte auch dieses Bauvorhaben nicht ohne Probleme und Misstöne realisiert werden, so dass Wildi diesmal seine Drohung ernst machte und noch vor Baubeginn seine Kündigung einreichte.

#### Vorgeschichte

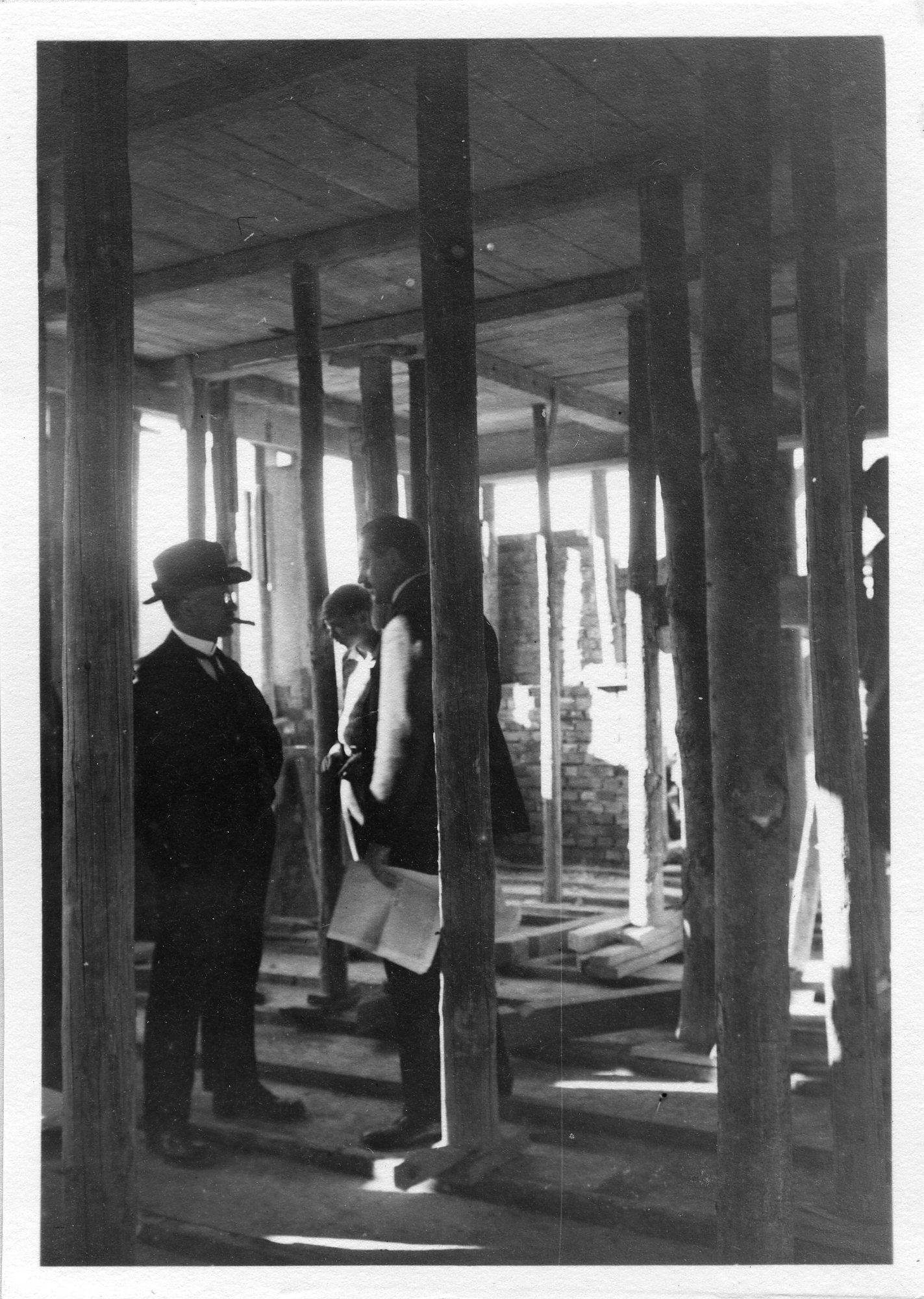
Rektor Wildi (links) im Rohbau des «Roten Schulhauses» mit Zeichnungslehrer Otto Schmid (rechts), 1931

Die Raumnot durch steigende Schülerzahlen war der Grund, weshalb die Kantonsschule dringend ein neues Schulgebäude benötigte. Bereits 1915 musste deshalb im Dorf ein Privatraum für den Unterricht gemietet werden. Um den weiter steigenden Schülerzahlen gerecht zu werden, prüfte der Kanton 1919, die KST mit der Liegenschaft des Zeughauses von Trogen zu erweitern. Dieses Projekt wurde jedoch zugunsten eines Neubaus fallen gelassen. Trogen erklärte sich bereit, für einen Ergänzungsbau 100'000 Franken beizusteuern. Der Kantonsrat gewährte daraufhin am 19. Dezember 1919 ohne Gegenstimme einen Kredit von 12'000 Franken zur Eröffnung einer Ideenkonkurrenz unter mehreren Architekten. Als Sieger ging das Projekt mit dem Namen «Johannes Kepler» des Architekturbüros Ziegler & Balmer hervor. Darüber musste am 26. April 1920 die Bevölkerung des Kantons abstimmen. In der Geschäftsordnung für die Landsgemeinde wurde die Vorlage für einen Neubau den Stimmbürgern unter anderem mit folgender Argumentation nähergebracht: «Anno 1900 zählte unsere Kantonsschule 119 Schüler, im Jahre 1919 waren es deren 231. Dieses Anwachsen der Schülerzahl ist verschiedenen Umständen zuzuschreiben: Einmal dem steten inneren Ausbau der Schule, der guten Qualität der Lehrerschaft und der entsprechenden Leitung.» Die Landsgemeinde wurde ersucht, den Kredit von 380'000 Franken für den Erweiterungsbau anzunehmen. Zur Enttäuschung aller Beteiligten lehnte die Mehrheit dieses Vorhaben, auch nach dreimaligem Mehren, ab.
Um der Platznot dennoch Herr zu werden, wollte der Präsident des KVT (Kantonsschulverein Trogen, die Vereinigung ehemaliger KST-Schüler), Otto Ritzmann, 1924 sein Haus als Ergänzungsbau verkaufen. Dieses Angebot wurde ebenfalls nicht weiter verfolgt. 1928 zog man den Umbau des Doppelpalastes der Familie Honnerlag in Betracht; aber auch diese Idee wurde im Vergleich zum Neubauprojekt als nicht geeignet beurteilt. Stattdessen begann man das Siegerprojekt «Johannes Kepler» aus dem Jahre 1920 an die aktuellen Verhältnisse anzupassen, damit man den Ergänzungsbau an einer der nächsten Landsgemeinde dem Stimmvolk vorlegen konnte. Die neuen Pläne der Architekten Ziegler & Balmer wurden vom Rektor und der Lehrerschaft studiert und zeigten in der Folge beispielhaft Wildis Charakterzug, sich durchzusetzen, wenn es um die Sache der Schule ging, und dass Katzbuckeln vor Akademikern und Autoritäten für ihn ein Fremdwort war. In einem Brief vom 26. Februar 1929 informierte Wildi den Architekten Hans Balmer über die Begutachtung seiner Pläne: «Wir können Ihnen in der vorliegenden Form nicht zustimmen. […] Der Parterregrundriss befriedigt uns gar nicht. Ich war schon beim Plan von 1920 nicht damit einverstanden, dass ein so viel benutztes Lehrzimmer, wie dasjenige für Naturgeschichte und Chemie erst am Nachmittag Licht erhalten soll, während die chemische Sammlung und das wenig benutzte Laboratorium die schönste Lage erhalten. Und nun zeigt der neue Entwurf, trotz der Wegnahme des Rektoratszimmers noch weitere Verschlechterung.» Es folgen die Beschreibungen, der Mängel. Danach lieferte Wildi Taten statt Worte: «Ganz unabhängig voneinander haben daher der Chemielehrer und ich einen neuen Grundriss für das Parterre entworfen, den ich beilege. Er verschafft dem Lehrzimmer Sonne, reduziert das Laboratorium, gibt der Sammlung für Naturgeschichte mehr Raum. […] Die Fahnenstange, die man vielleicht einmal pro 100 Jahre brauchen könnte, ist unerwünscht. Die Turmlösung wird einstimmig nicht verstanden und abgelehnt.» Vier Tage später folgte Balmers Antwort: «Ihre geehrte Zuschrift vom 26. Februar habe ich erhalten. Soweit ich die Aufgabe bis heute überblicke, lassen sich die von Ihnen gewünschten Änderungen und Schwierigkeiten dem Vorprojekt einfügen. Ich werde mir deshalb erlauben, die Umänderungen vorerst vorzunehmen und Ihnen dann die neue Lösung vorzulegen.»
Nachdem das Vorprojekt ausgearbeitet war, griff Wildi 1929 zu einer für die damalige Zeit äusserst fortschrittlichen Methode, um für den Ergänzungsbau vor der anstehenden Landsgemeinde zu werben: 16-mm-Filmaufnahmen (gedreht vom Gymnasiasten Werner Landolt), welche Schüleraktivitäten der KST zeigten, wurden in verschiedenen Ortschaften des Kantons vorgeführt. Allerdings wurde der wachsende Enthusiasmus für das anstehende Projekt durch eine Häufung von Schwierigkeiten überschattet.

#### Probleme

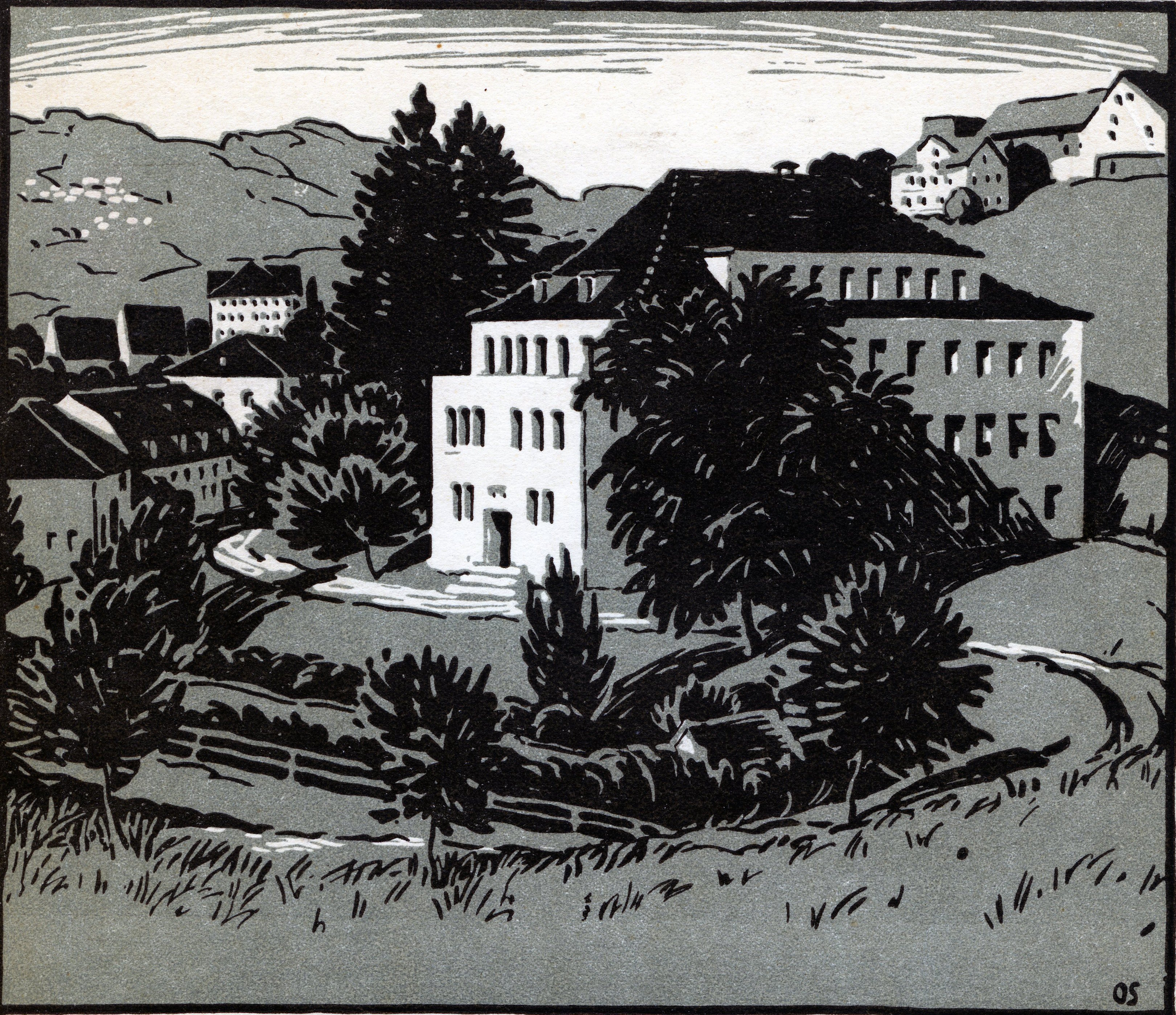
«Rotes Schulhaus». Linolschnitt von Zeichnungslehrer Otto Schmid, 1931

Etwas über ein Jahr nach den Bauproblemen der Turnhalle stand Wildi im Vorsommer 1929 erneut vor Komplikationen; diesmal im Zusammenhang mit dem geplanten Neubau: Auslöser war ein in den Zeitungen gedrucktes Inserat für die Regierungsratswahl 1929, welches Propaganda für Hans Konrad Sonderegger als neuen Oberrichter machte. Sonderegger war zu dieser Zeit Präsident des KVT und trat gegen Regierungsrat Willi und Nationalrat Hofstetter an. Sehr schnell wurde klar, dass hinter dieser Kampagne der ehemalige KVT-Präsident Ritzmann und ein Lehrer der Kantonsschule standen (gemeint war Otto Schmid). Am 1. Mai erhielt Wildi von einem Bekannten einen Brief, in dem es unter anderem hiess: «Von zuverlässiger Quelle aus Gais wird mir mitgeteilt, Herr Nationalrat Hofstetter stelle in seinem Unmut über den Ausgang der Oberrichterwahlen die Behauptung auf, die Aktion für Dr. H. K. Sonderegger sei von der Kantonsschule ausgegangen. […] Wie mir gesagt wurde, besteht Gefahr, dass diese von Dr. Hofstetter angeblich da und dort geäusserte Behauptung in Gais zu einer gewissen Missstimmung gegen die Kantonsschule führen wird.» Wildis Antwort folgte umgehend: «Daneben lässt mich die Sache persönlich kalt. Wenn die Notwendigkeit eines Ergänzungsbaus vor solcher Machenschaft nicht aufkommen sollte, dann tant pis für die Schule. Für mich ist das Mass ohnehin voll, und ich werde die Verantwortung für die Schule nicht mehr lange tragen, was mich natürlich nicht hindert, bestmöglich zum Rechten zu sehen, solange ich an ihr wirke.» Trotz des harschen Tons von Wildis Worten liess ihn die Sache nicht ganz so «kalt», wie er geschrieben hatte: Sollte sich tatsächlich Stimmung gegen die Kantonsschule und damit gegen den Erweiterungsbau entwickeln, könnte der anstehende Erweiterungsbau an der kommenden Landsgemeinde im April 1930, wie schon 1920, erneut abgelehnt werden. Zudem geriet Wildi zwischen politische Fronten, mit denen er nichts zu tun hatte. Am 6. Mai schrieb er wütend und auch resigniert an den Regierungsrat: «Wir waren in Trogen durch die Inserate so erstaunt und überrascht, wie irgend andere Parteigenossen im Kanton. Wir hatten zuerst keine Ahnung, woher die Schüsse kamen, bis es dann durchsickerte. […] Dieses ewige ‹Sichsorgenmüssen› für die verhältnismässig kleine Summe, welche der Ergänzungsbau noch vor der Landsgemeinde verlangt, dieses beständige sich für die ‹Schule wehren müssen›, nachdem man bald ein Menschenalter lang mit ihr der Jugend und dem Kanton mit allen Kräften zu dienen suchte, wird mir tatsächlich zu lästig. Ich bin nach und nach beinahe in eine Stimmung der ‹Wurstigkeit› hineingeraten, und ich muss mich dagegen wehren, dass ich nicht einfach sage: Mache der Kanton mit Neubau und Schule bald was er will! In vorzüglicher Hochachtung, E. Wildi.»
Dessen nicht genug, geriet die Kantonsschule im Juli 1929 nochmals ins Kreuzfeuer der Kritik. Vorausgegangen war ein Lausbuben-Beschuss mit Tannenzapfen aus dem Hinterhalt auf die Kadetten der KST während einer Wanderung. Die Schüler vermuteten hinter dem Angriff die Junge sozialistische Partei von St. Gallen und entrissen diesen während einer Kundgebung ihre rote Parteifahne. Der Konflikt artete derart aus, dass neben Rektor Wildi auch Nationalrat Howard Eugster intervenierte und man sich wegen der anstehenden Landsgemeinde-Abstimmung zum Erweiterungsbau Sorgen zu machen begann. In einem Brief an Wildi schrieb dieser unter anderem: «Vor allem tut es mir sehr leid, dass Sie mit dieser Sache beschäftigt wurden. […] Und zweitens leid würde es mir tun, wenn dieses Vorkommnis Sie in dem Gedanken der Resignation bestärkt hätte. Ich verstehe vollkommen, wie unangenehm Ihnen solche Dinge sein müssen u. möchte es Ihnen von Herzen gönnen, wenn Sie, von ihnen verschont, ganz allein der Schule leben könnten. Wäre es nicht möglich, diese äusseren Angelegenheiten, die mit dem Schulbetrieb nicht direkt zusammenhängen, einem Vizedirektor zu überlassen? Denn sehen Sie, Herr Rektor, ich sage es Ihnen offen: die Kantonsschule wird nicht mehr sein, was sie jetzt ist, wenn Sie nicht mehr Rektor sind.» Letzten Endes löste sich die Auseinandersetzung unerwartet auf, als sich eine Gruppierung der damals beliebten Bewegung der Wandervögel einschaltete und erklärte, dass sie die Kantonsschulkadetten beschossen hätten.

#### Demission Wildis

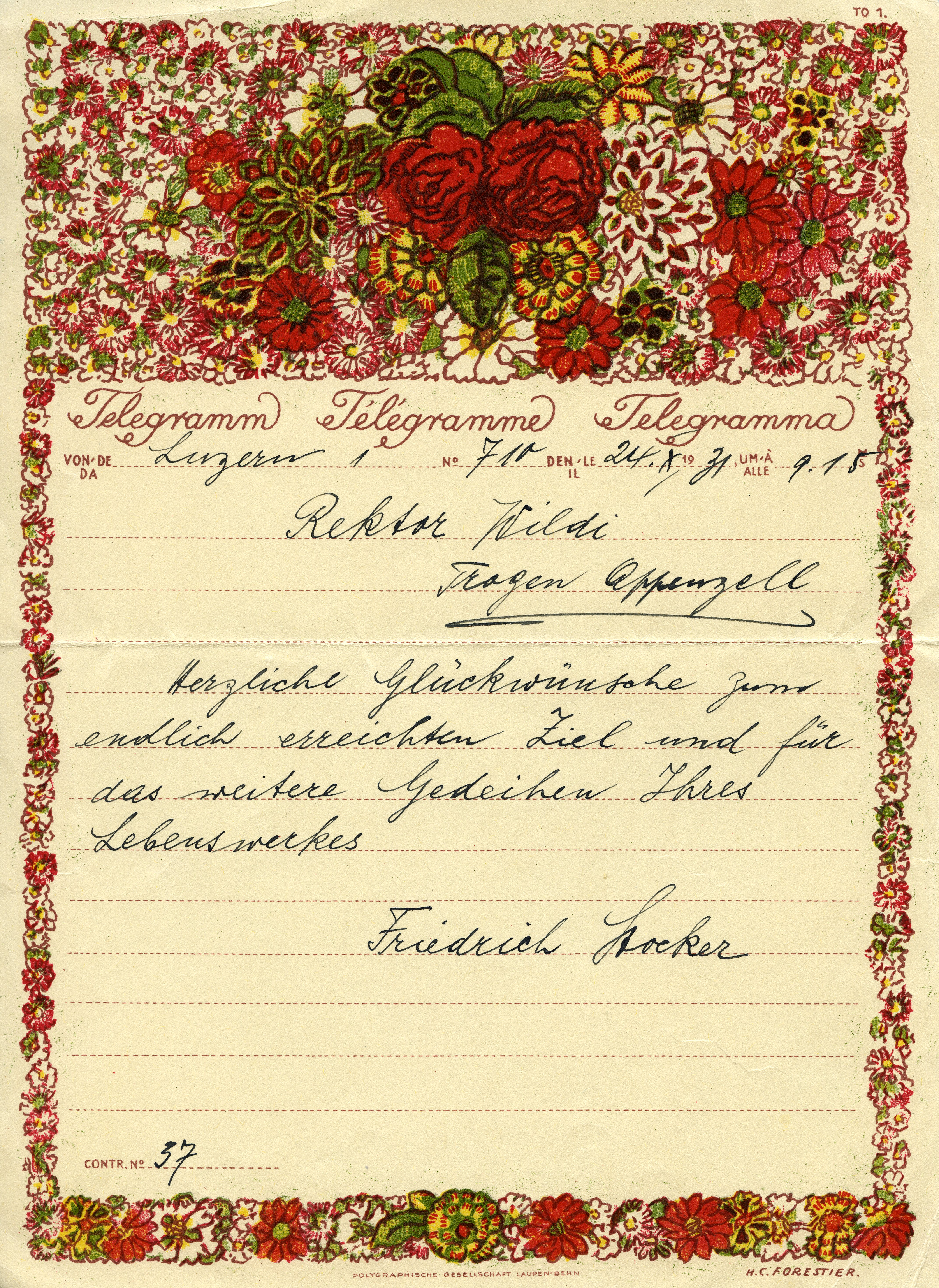
Glückwunschtelegramm zur Einweihung des «Roten Schulhauses», Oktober 1931

Als Ernst Wildi am 2. Mai 1929 schrieb «Für mich ist das Mass ohnehin voll, und ich werde die Verantwortung für die Schule nicht mehr lange tragen», so war dies mehr als nur Drohgebärde: Anfang 1930 reichte er auf den Herbst desselben Jahres seine Kündigung ein, in welcher er auf sieben Seiten die Ursachen darlegte, weshalb er die Bürde des Rektorats nicht mehr tragen wolle. Als Hauptgründe führte er auf: seinen Gesundheitszustand, Übermüdung, Verantwortung, die Stellung zwischen Regierung und der Lehrerschaft und die ständigen Rechtfertigungen, zu der sich die KST gezwungen sah. Erneut bat Erziehungsdirektor Tanner Wildi darum, zu bleiben: «Ich möchte Sie herzlich bitten, auf Ihren Entschluss zurückzukommen, Ihr Rektoratsamt auf unbestimmte Zeit weiterhin zu bekleiden. Veranlasst wird meine Bitte durch zwei Umstände. Einmal möchte ich die Leitung der Kantonsschule auch weiterhin in Ihren bewährten Händen wissen. Sie haben unsere Kantonsschule zu einer Blüte und zu einem Ansehen gebracht, wie man dies vor einem Vierteljahrhundert kaum für möglich gehalten hätte. Sodann wissen Sie, dass der nächsten Landsgemeinde der Ergänzungsbau zur Kantonsschule zur Abstimmung vorgelegt wird. Ich befürchte die Gefährdung der Bauvorlage, wenn ihre Rücktrittsabsicht bekannt wird. Denn das Appenzellervolk hat sich gewöhnt, die Prosperität der Kantonsschule als mit Ihrer Rektorsleitung verbunden zu denken.» Am 27. Februar zog Wildi die Kündigung zurück und schrieb unter anderem an die Kantonsschulkommission: «Und meine Frau und ich haben uns derart auf die Abwälzung der Verantwortung und der Sorgen gefreut, und ich persönlich hätte so gerne in einem Alter, in dem man noch etwas lernen kann, den Beamten mit seinen besonderen Pflichten abgestreift, um mein Leben anders einstellen zu können, dass wir uns nur äusserst schwer mit dem Gedanken vertraut machen können: Jetzt müssen wir wieder den Sack aufnehmen. Die vermeintliche Gefährdung des Ergänzungsbaues darf ich nun aber doch offenbar nicht riskieren, und so bleibt mir notgedrungen nur die Erklärung übrig: Ich ziehe vor der Hand mein Demissionsgesuch zurück. Bei einem verneinenden Entscheid der Landsgemeinde oder bei einem gefürchteten Versagen der Kräfte meiner Frau oder meiner Person müsste ich dann allerdings kurz entschlossen auf meine Demission zurückkommen.» Als Bedingung für den Rückzug der Kündigung erbat sich Wildi, im Hinblick auf eine mögliche Überlastung, dass seine Pflichtlektionenzahl von 18 auf 12 herabgesetzt werde, was umgehend bewilligt wurde.

#### Realisierung

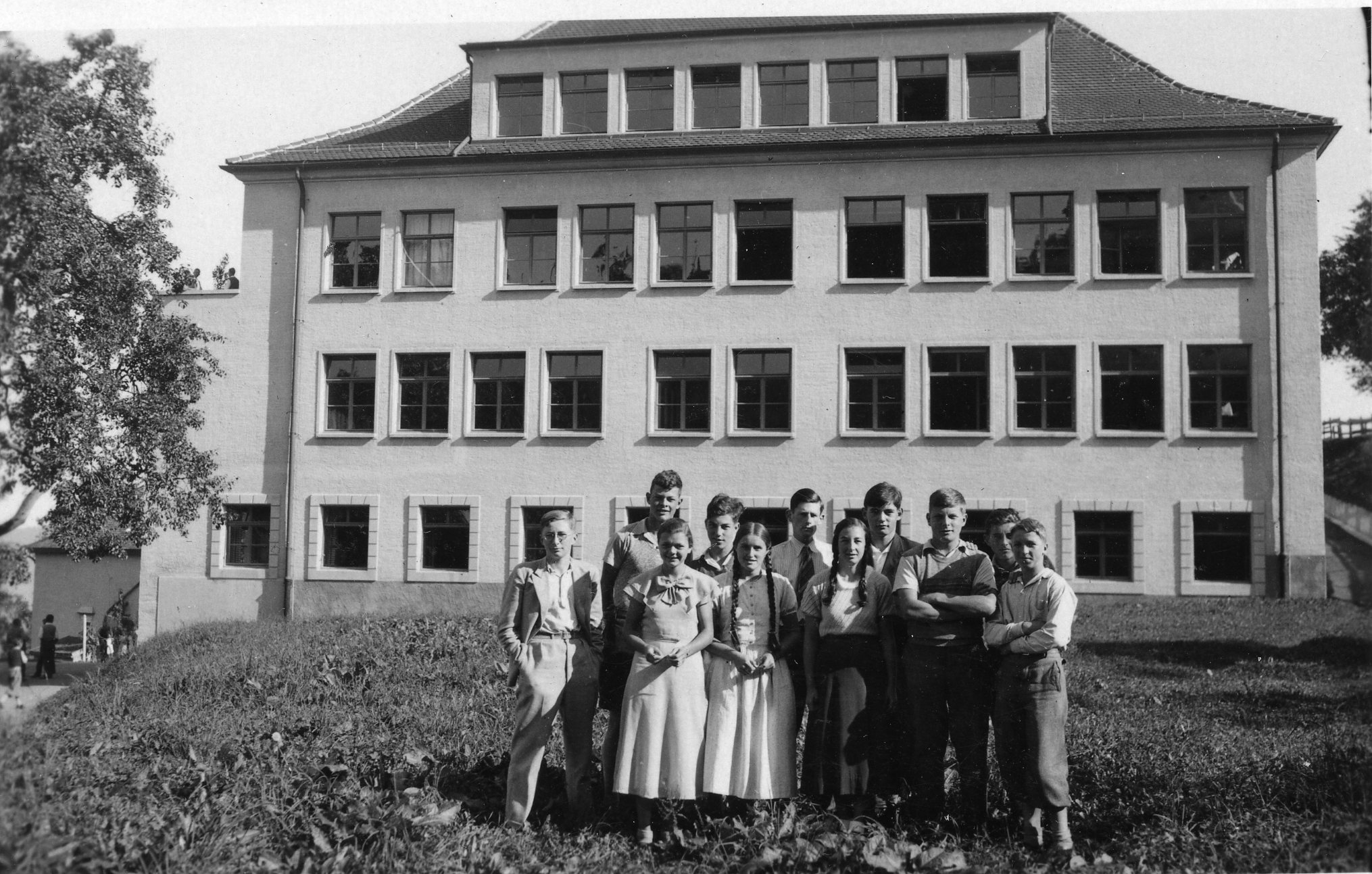
4. Klasse der Merkantilabteilung vor dem «Roten Schulhaus», 1934/35

Am 27. April 1930, zehn Jahre, nachdem der Erweiterungsbau vom Appenzellervolk abgelehnt worden war, stand die Landsgemeinde erneut vor derselben Frage. Diesmal jedoch wurde die Vorlage, ausgehend vom «Johannes-Kepler-Projekt», mit grosser Mehrheit angenommen. Im darauffolgenden August begannen die Aushubarbeiten, und im Oktober 1931 war das «Rote Schulhaus» bezugsbereit. Die Einweihung fand am 24. Oktober statt. In der Kirche von Trogen hielt Wildi eine neunseitige Rede, und Gemeindepräsident Sturzenegger nannte Trogen ein «Universitätsstädtchen». Bei der Schlüsselübergabe sagte Regierungsrat Eugster: «Der heutige Tag ist ein Tag der Freude, insbesondere für unseren verdienten und hochverehrten Herrn Rektor, für die Lehrerschaft und für euch, liebe Schüler. Wie leuchtete das Angesicht unseres Herrn Rektors nach der Landsgemeinde, als er das Werk, das wohl sein Lebenswerk genannt werden darf, gesichert sah.» Nach den Feierlichkeiten meldete Wildi am 26. Oktober an den Regierungsrat: «Die Einweihungsfeier ist gut verlaufen. […] Auch die Ehemaligen, die in nie zu erwartender Anzahl sich einstellten – der ganze Dorfplatz musste zum Parkieren der Autos verwendet werden – scheinen sich gut unterhalten zu haben. Wenigstens herrschte morgens 6 Uhr, als ich sie verliess, noch durch keinen Misston getrübte, fröhliche Stimmung. Der Sonntag sah, wie auch die kirchliche Feier, einen Massenbesuch und zwar, was mich ganz besonders freut, aus den Kreisen der einfachsten Bevölkerung. […] Zeitweise kam man in den Räumen fast nicht mehr durch, und es war direkt rührend, wie sich einfache ‹Burenmannli›, alte Frauen für alles interessierten und fragten. […] Ich als Rektor bin froh, dass die Bauerei, die Zügelei und das Festchen nun vorüber sind, dass wir wieder still in unserer Abgeschlossenheit schaffen können.»

### Segelflug

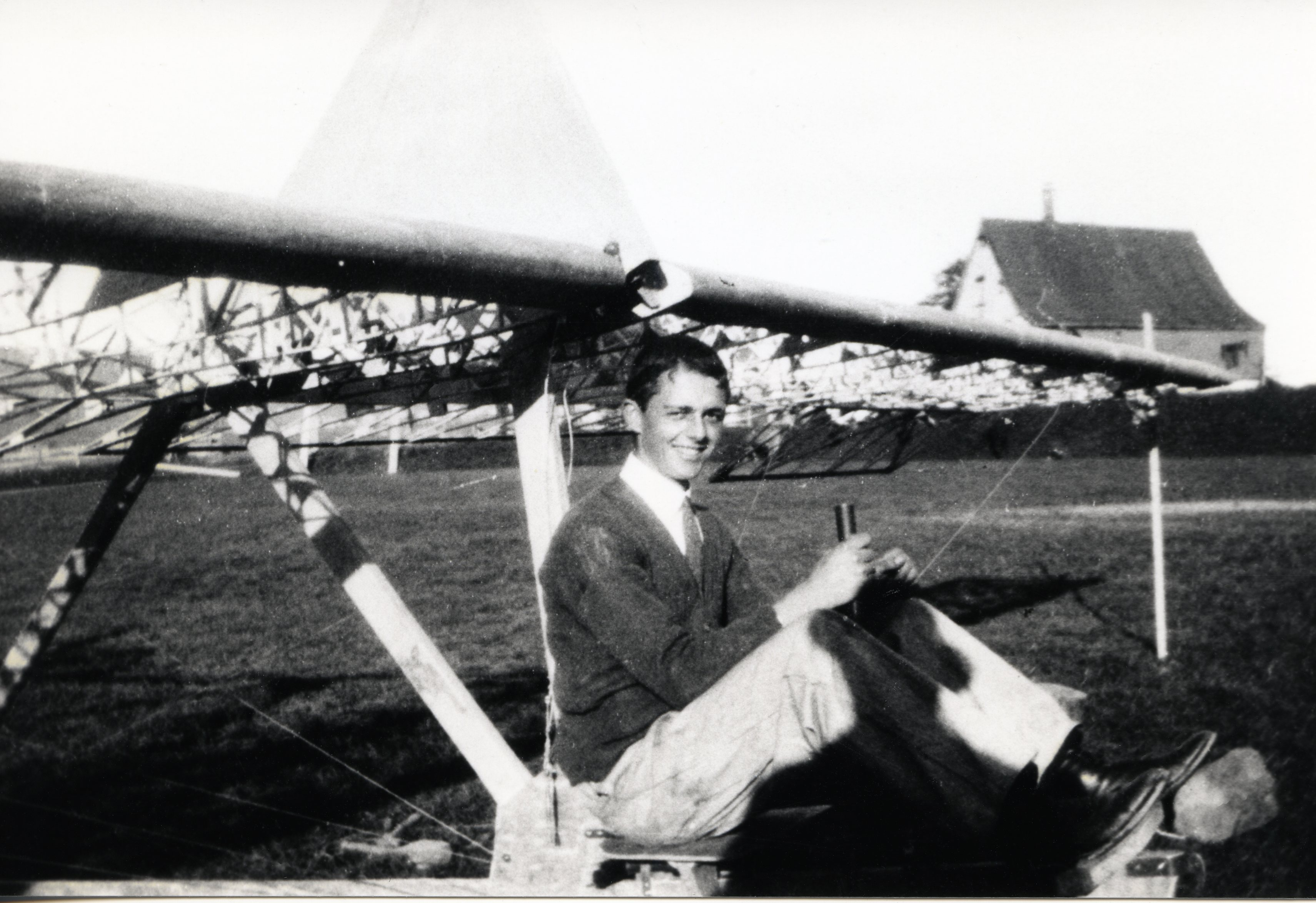
Der Schüler Kurt Rothenberger, sitzend im selbstgebauten Gleitflugzeug «Kauz», 1928

Ernst Wildis Beiträge zur Schule zeichneten sich auch in seinem Engagement für die Schülervereine ab. Eine weltweite Besonderheit stellte dabei der «Albatros» dar, einer der ersten schweizerischen Segelflugvereine, der von Schülern der KST betrieben wurde. Initiant desselben war Helmut Berg aus Speicher, der damals die 4. Klasse der technischen Abteilung besuchte. Der flugbegeisterte Schüler stellte im April 1927 an Wildi ein Urlaubsgesuch, weil er den ganzen Juni einen Segelflugkurs in der Rhön besuchen wollte. Der Rektor war den Plänen des Jungfliegers wohlgesinnt und schrieb am 26. April an den Regierungsrat: «Da der junge Berg wirklich mit mehr als nur oberflächlicher Bubenbegeisterung für den Segelflugsport schafft – er hat z. B. in harter Arbeit ein wirklich prächtiges Fahrzeug selbst gebaut – so möchte die Lehrerschaft dem Jungen – ausserordentlicherweise – entgegenkommen, und sie beantragt Zustimmung zu dem gewünschten Urlaub.» Dieser wurde bewilligt, und Helmut Berg reiste nach Deutschland. 59 Jahre später erinnerte er sich an diese Zeit zurück und betonte, dass ohne Wildis mehrmaliges Eingreifen die Trogener Kantonsschüler nie solch eine Pioniertat vollbracht und in die Luft hätten abheben können: «Da das Programm über das Ende der Sommerferien hinaus dauerte, richtete ich ein entsprechendes Urlaubsgesuch an den Lehrerkonvent. Wie ich später vernahm, soll – nach Ablehnung durch die Lehrerschaft – Rektor Wildi eingeworfen haben: ‹Und wenn de Berg fehle wör, will er chrank isch, müessts au go [Und wenn der Schüler Berg im Unterricht fehlen würde, weil er krank wäre, müsste es auch gehen].›» Und weiter: «Aus der Rhön schrieb ich Rektor Wildi, anhand von leihweise erhältlichen Diapositiven könnte ich ihn, wenn er dies wünsche, besser über den ganzen Lehrbetrieb orientieren. Er schrieb mir darauf, ich solle es mitbringen. Wieder in der Schule zurück, erlebte ich die Begeisterung Rektor Wildis für unser Steckenpferd: Er bot alle Schüler in den Saal der ‹Krone› [Restaurant in Trogen] auf. Dort sollte ich ihnen den erlebten Flugunterricht schildern. […] Bald darauf gründeten wir – es waren fünf bis zehn Schüler – den Klub ‹Albatros›, wiederum im Einverständnis mit Rektor Wildi und Dr. Rothenberger [Physiklehrer an der KST] als ‹Kontrolleur› im damaligen Physikzimmer in der Mittagspause. […] Natürlich waren auch einige Eltern der Vereinsmitglieder unruhig, hatten Angst vor Flugunfällen. Wiederum war es Rektor Wildi, der sie beruhigte und die Aufsicht von Dr. Rothenberger hervorhob.»
Im 1928 gegründeten Verein «Albatros» war Helmut Berg Präsident. Zur Teilnahme am Flugunterricht war lediglich die schriftliche Erlaubnis der Eltern notwendig. In den Statuten wurde der Zweck wie folgt beschrieben: «Förderung des motorlosen Flugwesens durch Bau von motorlosen Flugzeugen und Schulung auf denselben, sowie Durchführung von Modellbaukursen. Der ‹Albatros› sucht ferner, die Ziele des Schweizerischen Aeroklubs zu fördern, dessen Untersektion er ist.» Im Gründungsjahr erschien dann folgende kurze Mitteilung in der Schweizer Aero-Revue: «Vor einigen Wochen haben sich unter dem Namen ‹Albatros›, Verein für motorlosen Flug, einige Schüler der Kantonsschule Trogen (Appenzell) zusammengeschlossen. Vorläufig wurde ein Gleitschulflugzeug des Types ‹Zögling› der Rhön-Rossitten-Gesellschaft in Arbeit genommen. Da eines der Mitglieder letzten Sommer Gelegenheit hatte, sich auf der Rhön im Flug, Bau und Reparatur gerade dieses Typs besonders auszubilden, wird nach Fertigstellung der Maschine wohl ohne grössere Schwierigkeiten geschult werden können. Wenn auch sonst noch nicht alles für den Bau nötige Geld beisammen ist, so reicht es doch, um vorläufig ungehindert an die Arbeit gehen zu können. Interessenten wollen sich an Herrn Helmut Berg, Speicher bei Trogen, Kanton Appenzell, wenden.» Um die Materialien für das geplante Segelflugzeug zu finanzieren, organisierte der Verein öffentliche Veranstaltungen mit Vorträgen von bekannten Flugpionieren (die auf ein Honorar verzichteten); der erste war Walter Mittelholzer. Kurz darauf begannen die Schüler in der neu erstellten Turnhalle mit dem Bau des ersten Hängegleiters, den sie «Kauz» tauften. Bereits im Oktober 1928 wurde das Segelflugzeug auf den Hirschberg bei Gais transportiert, und man begann mit der Flugschulung. 1929 flog Helmut Berg gar in viereinhalb Minuten vom Fünfländerblick auf den Flugplatz Altenrhein.
Bis zur Auflösung des «Albatros» segelten so Kantonsschüler vom Hirschberg oder der Hohen Buche (Gemeindegebiet Trogen) ins Tal hinunter; und dies ohne einen nennenswerten Unfall. Das einzige Unglück im Verlauf der fünfjährigen Vereinsgeschichte verursachte ein Experte des Eidgenössischen Luftamtes aus Dübendorf. Rolf Stadler, damaliges Mitglied des «Albatros», beschrieb dies in einem Brief von 1991 wie folgt: «1931 musste Herr Spalinger [Jakob Spalinger, Schweizer Segelflugzeugkonstrukteur und Flugpionier, 1898–1988] im Auftrage des damaligen Luftamtes unsere Flugzeuge kontrollieren, auch probefliegen. Beim ersten Flug mit dem ‹Marabu› [das 2. gebaute Segelflugzeug] ist Herr Spalinger dann auch mit dem weit und breit einzigen Baum beim Landefeld kollidiert und hat das Flugzeug beschädigt. Eigentlich hätte er nach der Reparatur nochmals kommen sollen, ist dann aber nie mehr erschienen. Das sind einige Erinnerungen an meine Trogener Zeit mit dem ‹Albatros›-Verein. Herr Rektor Wildi hat uns seinerzeit sehr unterstützt, obschon er mir später einmal sagte, dass er nie geglaubt hätte, dass wir ein Flugzeug wirklich fertigstellen, geschweige denn zum Fliegen bringen würden.» 1933 wurde der Verein infolge von schwindenden Mitgliederzahlen und wegen neu erlassener Vorschriften des Eidgenössischen Luftamtes aufgelöst. Von 1936 bis 1946 entstand daraufhin die «Modellbaugruppe Trogen», welche kleine Segelflugzeuge baute, und zwischen 1979 und 1986 war die «Modellbaugruppe Albatros», welche für ihren Vereinsnamen die Erlaubnis von Ur-Gründer Helmut Berg erhielt, an der KST aktiv.

## Arbeit als Rektor

### Alltagsgeschehen

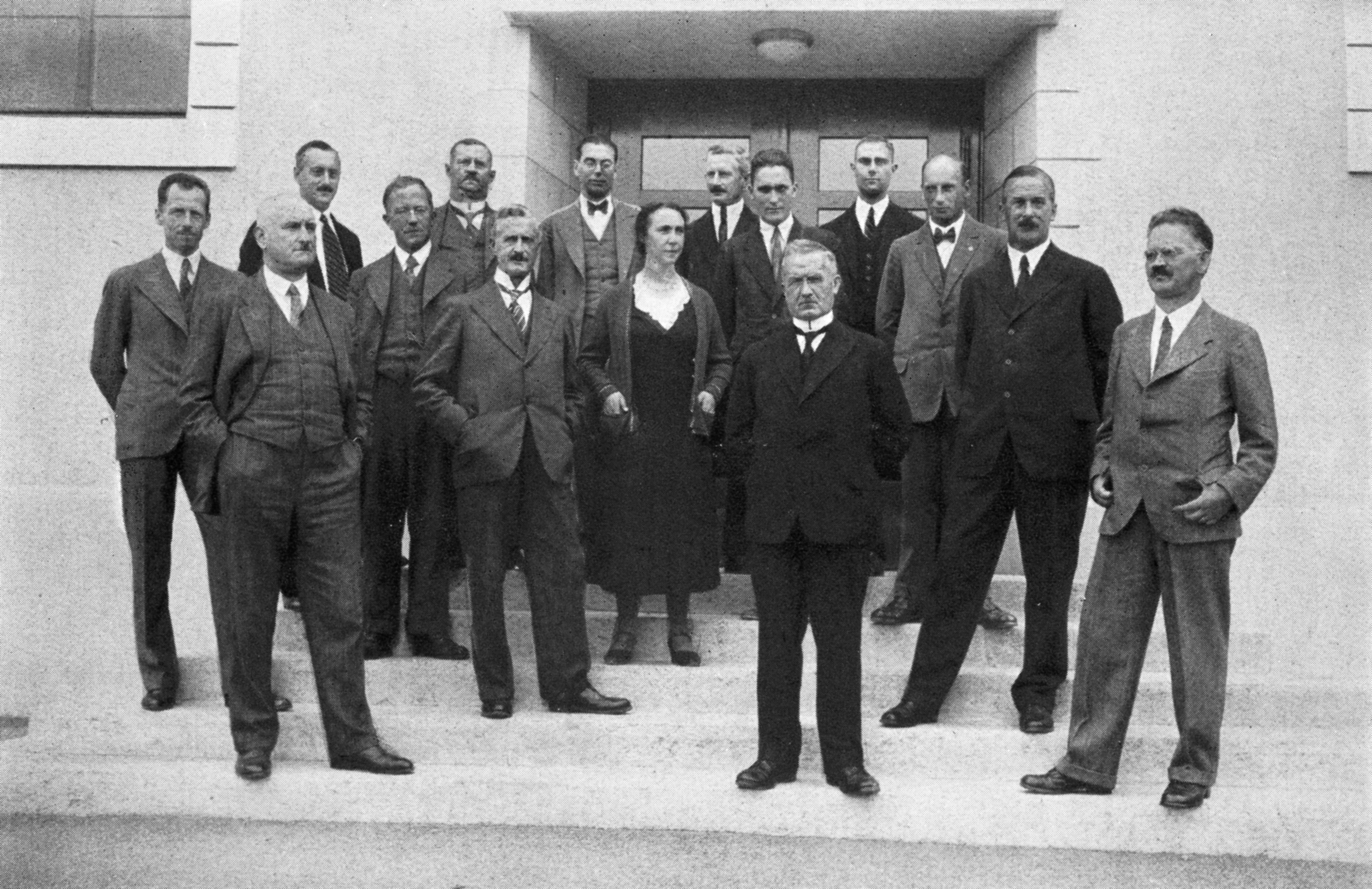
Rektor Wildi, umringt von der Lehrerschaft der Kantonsschule, 1931

Wildi unterrichtete vor allem Biologie. Elisabeth Pletscher, welche von 1921 bis 1928 an der KST war, erinnerte sich 1995 an seine Lektionen: «An der Kantonsschule beschäftigte man sich intensiv mit dem Zeitgeschehen. Rektor Wildi, er war Offizier, baute Zeitgeschichte in den Unterricht ein: Jeweils die letzte Stunde am Samstag war für den Staatsbürgerlichen Unterricht mit Diskussionen und Vorträgen reserviert. Diese speziellen Stunden waren besonders wertvoll, zumal man weder Radio noch Fernseher kannte.» Die hauptsächliche Aufgabe von Ernst Wildi war jedoch die Aufrechterhaltung des Schulbetriebes als Rektor. Dazu gehörten unter anderem die Erstellung des Stundenplanes, die Organisation von Stellvertretungen bei Lehrerausfällen durch Krankheit, das Verfassen der Jahresberichte, die Klärung von Einschulungsfragen und sämtliche Elternkontakte (dazu gehörten auch Führungen durch die Schule für interessierte Eltern an Wochenenden). Zu all diesen umfangreichen Arbeiten kam der schriftliche und persönliche Kontakt mit den Behörden und Gremien, welche mit der Schule verbunden waren: die Kantonsschulkommission, die Landesschulkommission, die Maturitätskommission, die Staatswirtschaftliche Kommission und die Erziehungsdirektion. Regelmässig musste Wildi auch fehlbare Schüler bestrafen, was nicht selten mit sofortigen Schulausschlüssen endete. Um die Ordnung an der Kantonsschule aufrechtzuerhalten, unternahm der Rektor regelmässig Spaziergänge, in denen er eine Art Dorfkontrolle durchführte. Bezüglich Wildis allumfassendem Einfluss notierte der ehemalige KVT-Präsident Otto Ritzmann: «Wissen Sie, dass ein Lehrer seine Schüler gut erzieht, ist seine Pflicht. Wildi erzog auch seine Kollegen.»

### Pensionat Wildi

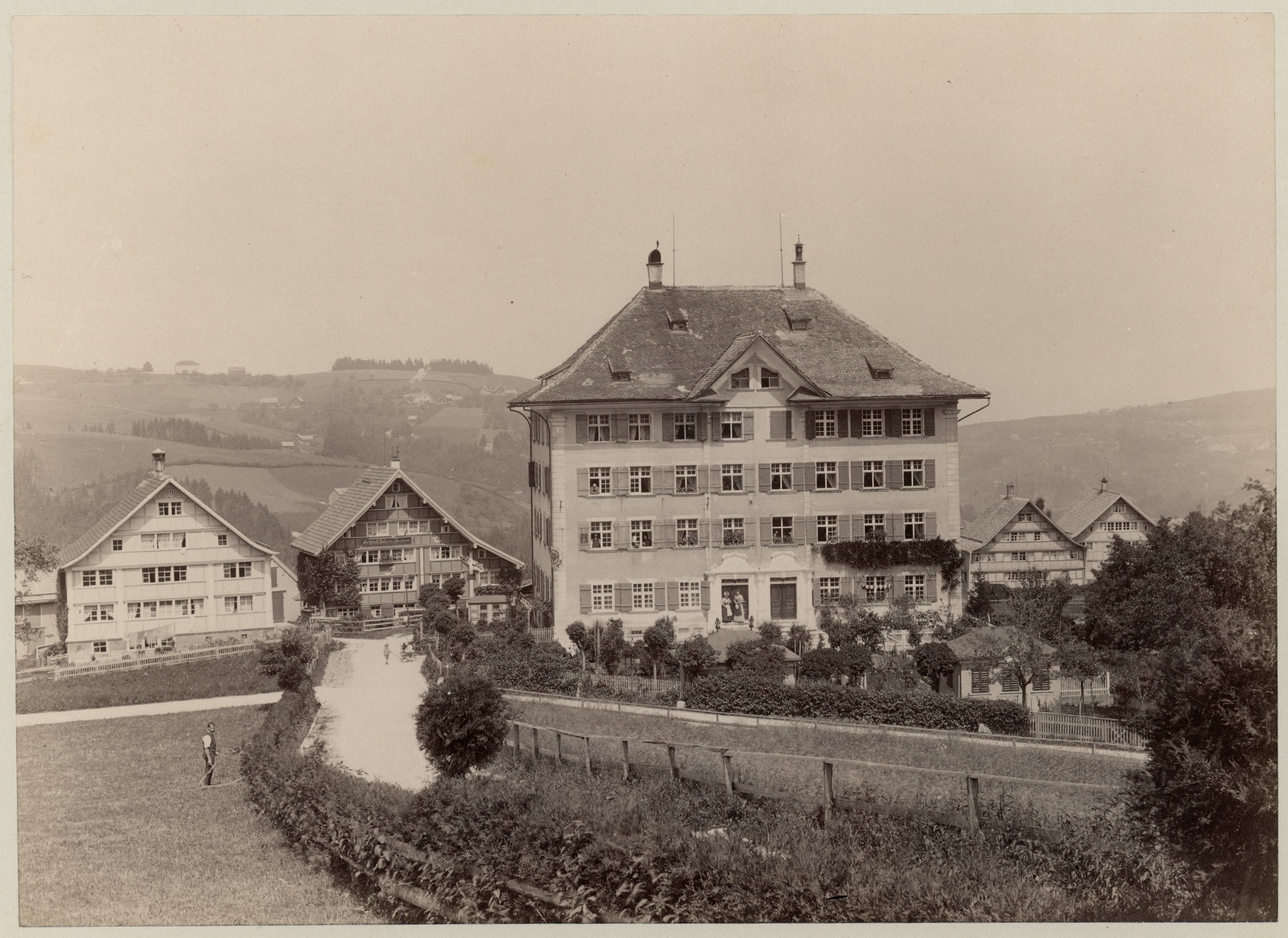
Pensionat Wildi (linker Hausteil) im Honnerlagschen Doppelpalast

Noch zu Wildis Zeiten waren die meisten Schüler gezwungen, während der Schulzeit in Trogen zu wohnen, da die öffentlichen Verkehrsmittel das Pendeln noch nicht erlaubten (obwohl die Trogenerbahn seit 1903 St. Gallen mit Trogen verband, war dies für die meisten Schüler kaum erschwinglich). Lernenden, welche im Kanton wohnten, war in der Regel das Konvikt der Kantonsschule vorbehalten. Da dessen Kapazität jedoch beschränkt war, gründeten etliche Privatfamilien aus Trogen eine Pension, um sich in den wirtschaftlich schwierigen Zeiten einen Zusatzverdienst zu sichern. Auch die meisten Kantonsschullehrer mit ihren Frauen eröffneten ein Pensionat, da die damals bescheidenen Gehälter sie zu einem solchen Schritt zwangen. Die Pension von Ernst Wildi und seiner Frau Bertha lag 260 Meter nordöstlich der Kantonsschule, die beiden bewohnten den linken Hausteil des Honnerlagschen Doppelpalastes. Obwohl Wildis drei Angestellte für die 15 bis 25 Schüler ihres Pensionates hatten, war die Aufgabe mit einem beträchtlichen Kraftaufwand und Verzicht verbunden; davon zeugt auch ein Brief von 1927, in dem Wildi auf die Arbeit der Pensionsführung eingeht: «Gewiss leistet ein Pensionsinhaber, auf ein schönes Familienleben verzichtend, mit seiner Frau die Doppelarbeit in erster Linie für seine eigene Zukunft. Aber oft, wenn zum Beispiel die Bürde uns zu schwer drückte, haben meine Frau und ich uns tröstend gesagt: Wir leisten doch dabei gemeinnützige Arbeit, nicht nur für die uns anvertrauten Jungen, sondern auch für die Öffentlichkeit, indem wir Leben und Verdienst in den Kanton bringen, Dutzenden von Familien ihren Existenzkampf erleichtern, und das gab uns dann jeweilen wieder Mut, den schweren Karren weiter zu ziehen.»

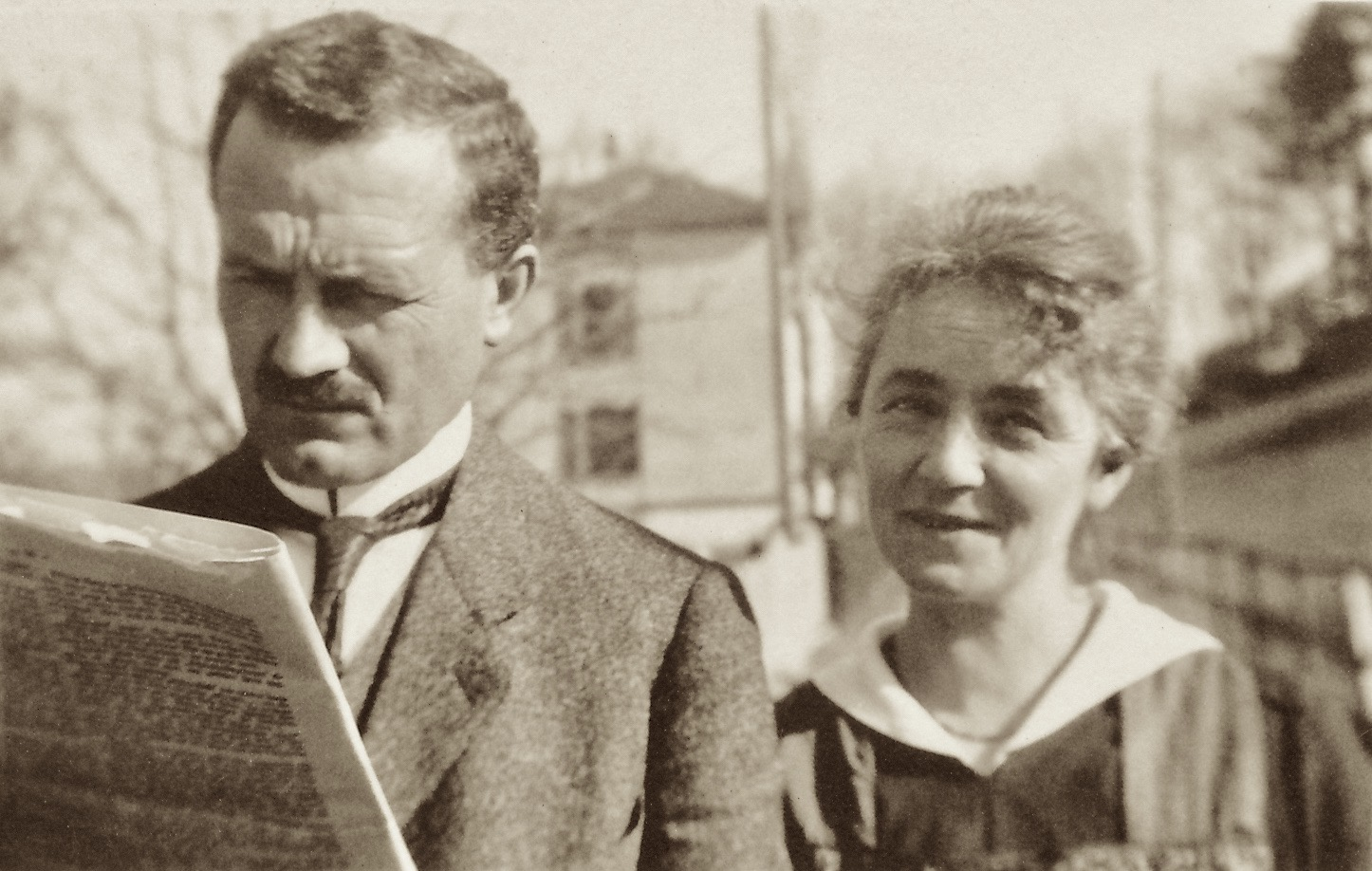
Ernst und Bertha Wildi, ca. 1916

Hans Bänziger lebte vier Jahre in der Pension Wildi, und sein Bericht aus dieser Zeit zeigt, dass für den Rektor Unterricht und Erziehung auch nach der Schule Vorrang hatten: «Das Ehepaar Wildi beeindruckte mich gerade aufgrund seiner Verschiedenartigkeit. […] In Frau Wildi liebten wir den aussergewöhnlichen mütterlichen Charme. Dass sie auch Nichtpensionären stets gerne half, erfuhren wir natürlich erst viel später. Im Hause herrschte altmodische Disziplin. Ich kann einige Szenen handgreiflicher Strafpraxis durch den Kadi [Wildi] nicht vergessen. In einem Fall musste ein kluges, faules Bürschchen sogar erfahren, dass Wildis Bergschuhe nicht weich waren. Diese kleine Reminiszenz sei hier nur notiert, um nicht den Eindruck zu wecken, ich sehe den Rektor in der Erinnerung allzu verklärt. Während des Essens erlebten wir Vor- und Nachteile einer strikten Rangordnung. Am oberen Platz der hufeisenförmig angeordneten drei Tische sass der Hausherr, neben sich die Maturanden, am unteren Frau Rektor bei den Jüngsten. Auf Tischmanieren wurde nicht pedantisch geachtet; einzig die Schlussparole ‹Tisch ist aufgehoben› mochte Assoziationen mit Militär oder Kommersritualen aufkommen lassen. […] Als Neuankömmling und Drittklässler sass ich zuerst irgendwo in der Mitte und konnte voll Respekt die Älteren betrachten. […] In meiner Nähe sass Ueli Prager, dessen Unwillen ich eine Zeitlang erregt hatte, weil mein eifriges Cellospiel für ihn offenbar kein Ohrenschmaus war. Auf dem Weg zu unserem Aussenquartier (später, als wir Älteren bei Altherrs und Kriemlers auslogiert waren) klärte er mich trotzdem einmal auf, dass es sich lohne, den frivolen Roman eines gewissen D. H. Lawrence ‹Lady Chatterley’s Lover› zu lesen. […] Das Fazit für mich und wohl die meisten Mitpensionäre: Während der Jahre im Pensionat haben wir fürs Leben – die abgedroschene Wendung ist leider kaum ersetzbar – wohl mehr gelernt als im Schulbetrieb.»

### Erster Weltkrieg
Neben der alltäglichen Arbeit in Schule und Pensionat fielen in Wildis Zeit als Rektor auch aussergewöhnliche Ereignisse wie der Erste Weltkrieg. Nachdem am 28. Juli 1914 Österreich-Ungarn nach dem Attentat von Sarajevo Serbien den Krieg erklärt hatte, erfolgte am 3. August die Mobilmachung der schweizerischen Armee. Alle drei Hauptlehrer der Kantonsschule Trogen, darunter auch Wildi als Oberstleutnant im Schützenbataillon 4, wurden in den Militärdienst einberufen. Die Aufrechterhaltung des Schulbetriebes stellte eine grosse Herausforderung dar, da Stellvertreter zu suchen waren, das Schulprogramm abgeändert und auch die Frage der Maturitätsprüfungen geklärt werden musste (die Maturitätszeugnisse wurden schliesslich aufgrund der Schulnoten der letzten vier Zeugnisse erteilt). Dass sich Wildi auch während seines Aktivdienstes um die Schule gekümmert hatte, zeigt ein dreiseitiger Brief von 1915 an die Kantonsschulkommission, in welchem er sich ausführlich zur Parallelisierung der Klassen in Trogen äussert.

### Kinderlähmung

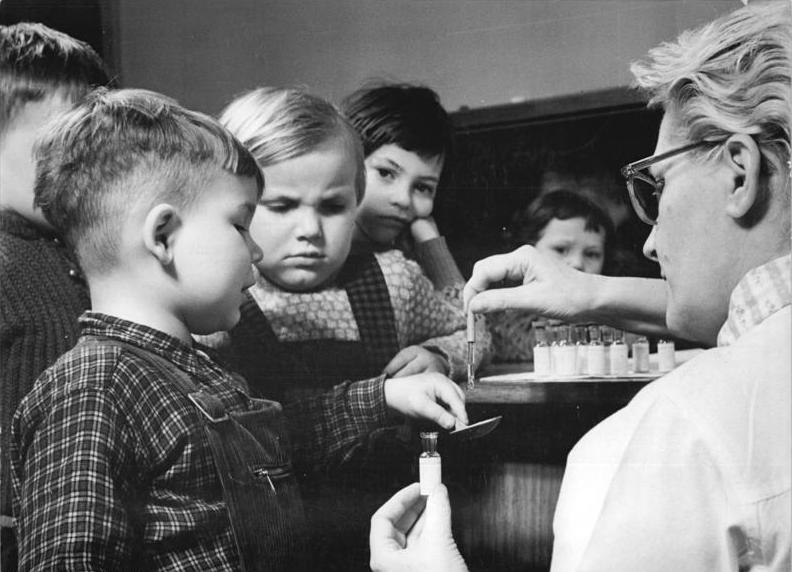
Die ersten Schutzimpfungen gegen Kinderlähmung fanden Anfang der 1960er-Jahre statt

In den 1930er-Jahren tauchten in der Ostschweiz zwei Epidemien von Kinderlähmung auf. Auch die Kantonsschule hatte mit den Gefahren der Krankheit zu kämpfen. Im Sommer 1931 erkrankten zwei Schüler der KST an Poliomyelitis. Trotz des Massnahmenkataloges des Eidgenössischen Gesundheitsamtes starb am 15. Juni einer der beiden an den Folgen der Infektion. Während der Sommerferien traten wieder zwei Fälle von Kinderlähmung, diesmal in der Bevölkerung von Trogen, auf. Ernst Wildi begann sich erneut mit Ärzten zu beraten und leitete die notwendigen Massnahmen ein: Die Ferien wurden um zwei Wochen verlängert, so dass der Schulbeginn erst am 1. September stattfand; als Ausgleich verkürzte man die Herbstferien. Trotz des vorangegangenen Todesfalles tat sich Wildi anfangs schwer damit, den Schulbetrieb umzustellen, wie ein Brief vom 10. August an ein Mitglied der Kantonsschulkommission belegt: «Ich hatte mit dem Sanitätsdirektor, mit dem Oberarzt und unserer Trogener Gesundheitsbehörde ziemlich viel zu verkehren, weil meiner Ansicht nach die Isolation der Erkrankten und ihrer Angehörigen viel zu lax war; ich glaube, es wird nun in dieser Beziehung besser. Hingegen scheinen mir die Vorschriften unerträglich, dass wir die Schule erst 14 Tage nach dem letzten Poliomyelitisfall in Trogen eröffnen sollten. Wie, wenn nun Ende des Monats in Trogen wieder ein Fall auftritt? Soll man dann die Schule wieder um 14 Tage hinausschieben? Da kann es Oktober oder November werden, bis der Schulkarren wieder laufen darf! […] Ich gehe heute für einigeTage nach Bern; ich hatte bis jetzt eigentlich keinen frohen Ferientag; die Verantwortung lag drückend auf mir.» Nach einer Besprechung mit der Kantonsschulkommission erfolgte auch die Absage am jährlichen Turnfest. Darüber und auch über seine weitere Bedenken informierte Wildi am 24. August die beiden Turnlehrer: «Ich brachte die Sprache auch auf das beabsichtigte Turnfestchen des KTV, vergass dabei, den Schiesstag zu erwähnen. Was aber Herr Dr. Hörler riet, gilt naturgemäss für beide Veranstaltungen. Er ist der Meinung, man dürfe das Turnfestchen nicht abhalten, besonders auch der Tanzerei wegen. Letzte Woche wurde aus Heiden, das sich von der Krankheit befreit wähnte, aus Bühler und ich glaube auch aus Rehetobel je wieder ein Fall gemeldet. So lange es nun rings um uns herum spuckt, ist absolute Vorsicht geboten, müssen unnötige Ansammlungen von Jungvolk vermieden werden. […] Und wenn man dann bedenkt, dass es sich um das Leben oder die eventuelle lebenslängliche Lähmung von jungen Menschen handelt, so müssen an sich sehr berechtigte Wünsche zurücktreten. Hoffentlich muss nicht auch noch die Schulhauseinweihung ausfallen.» Die Einweihung des «Roten Schulhauses» vom 24. Oktober konnte dann problemlos durchgeführt werden.
Im Sommer 1936 traten erneut Fälle von Kinderlähmung auf, diesmal zuerst im Nachbarort Speicher. Wie schon 1931 wurden etliche Massnahmen eingeleitet, um die Verbreitung der Krankheit zu verhindern: vor allem Anzeigepflicht, Isolierung und Desinfizierung. Lehrer und Schüler aus Speicher durften die Kantonsschule nicht mehr besuchen, zudem wurde ein Verbot erlassen, in den Nachbarort zu gehen, und das Quartal wurde acht Tage früher beendet. Kurzzeitig galt auch ein Hausierverbot. In den Sommerferien tauchte auch ein Krankheitsfall in Trogen auf, der jedoch mild verlief, so dass Wildi lediglich ein Zeugnis vom Hausarzt der zurückkehrenden Schüler verlangte.

## Person Wildi

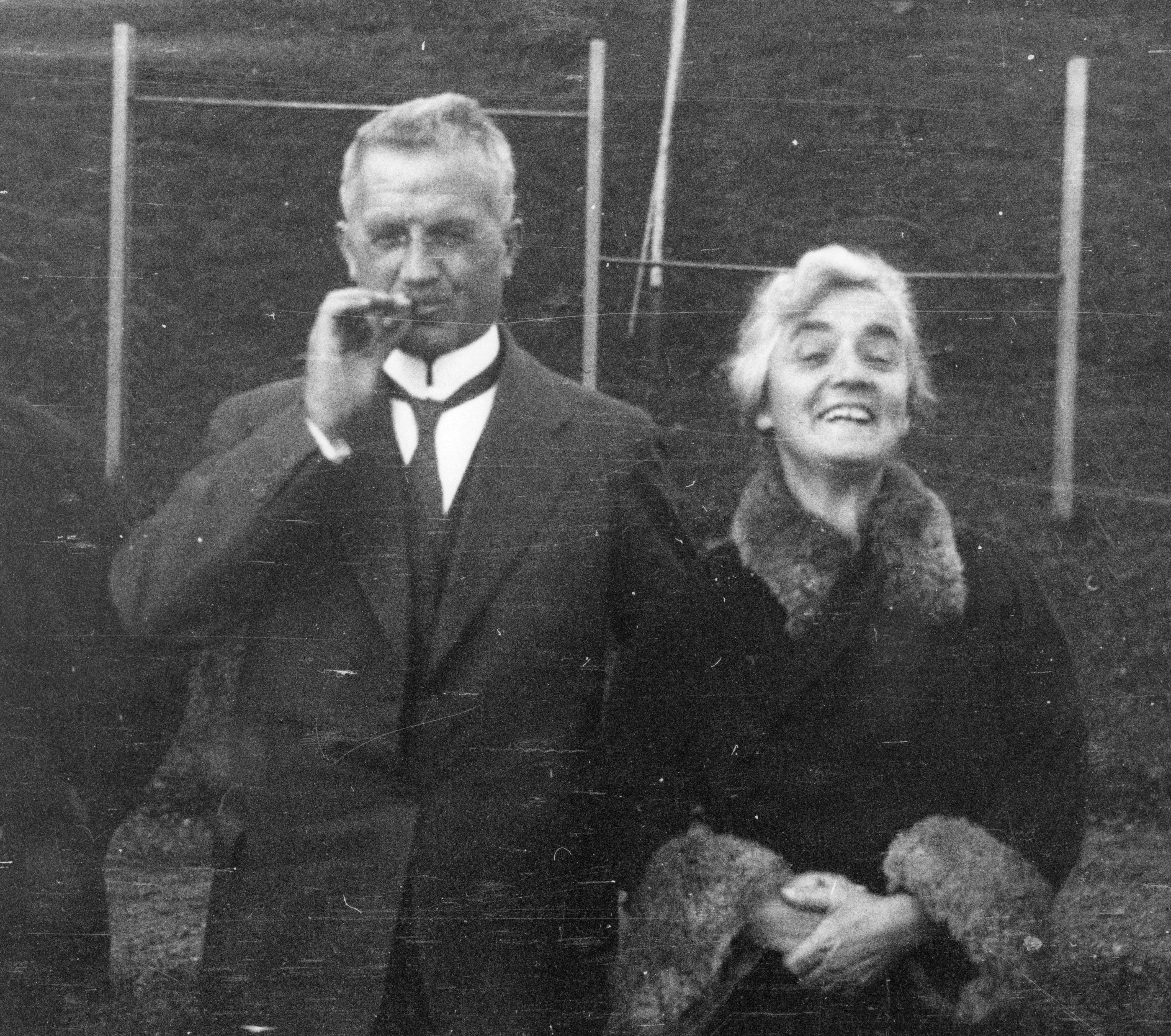
Ernst und Bertha Wildi an der Maturafeier, 1933

Von seinen Zeitgenossen wird Ernst Wildi einhellig als streng, aber fair beschrieben. Er hatte klare Prinzipien («Was man gerade tut, das ist das Wichtige, darum soll man es recht tun.»), und so wusste man stets, woran man bei ihm war. Hinter der harten Schale versteckte sich jedoch ein weicher Kern. Elisabeth Pletscher beschrieb seinen Charakter folgendermassen: «Der langjährige Rektor Ernst Wildi spielte dabei die absolute Autoritätsperson, er war sozusagen nicht nur in der Schule, sondern auch im Dorf der ‹Papst›. Rektor Wildi war eine Erzieherpersönlichkeit mit ausserordentlicher Begabung. Jeder einzelne Schüler, jede Schülerin lag ihm am Herzen, mit allen Nöten, Fragen und Problemen konnte man sich an ihn wenden, er strahlte Vertrauen und Verständnis aus. Er war streng, oft sehr streng, aber nie stur, stets liebevoll, diskret und hilfreich für die Schwächeren. Ungerechtigkeiten duldete er nicht, Missetäter tadelte er, konnte aber auch grossmütig verzeihen, wenn Einsicht und Reue vorhanden waren.» Und Hans Bänziger, der von 1932 bis 1936 in der Pension Wildi lebte, erinnerte sich: «Meines Erachtens war Rektor Wildi kein ‹Dorfpapst› und keine ‹absolute› Autoritätsperson, sondern einfach eine grosse Persönlichkeit, hinter deren Prominenz und Beherrschtheit sich viel Sensibilität versteckte. Der übertragene Titel ‹Kadi› (arab. kadhi: ‹Richter›) war eine gute Umschreibung der einflussreichen Stellung. Niemand hätte im Hinblick auf seine Strenge an das Schreckensbild eines deutschen Oberstudiendirektors gedacht. Er war ein Berner Oberst, aber andersartig als er im Buche steht. Kein ‹Intellektueller›, sondern schlicht ein ungewöhnlich kluger Mann mit viel Mitgefühl. […] Ich habe nur noch zwei oder drei Kegelabende mit dem Rektor deutlich vor Augen. Von uns Schülern war der eine beim Zielen erfolgreich, der andere nicht. Kadi strengte sich zu unser aller Genugtuung ausserordentlich an. Den Hut legte er, so viel ich mich erinnere, nicht ab, und die Zigarre oder den Stumpen behielt er im Mund. Wenn’s zum Abwurf kam, folgte ein kleiner Hüpfer, verbunden mit einem eleganten Ausschwenken des linken Beins.»
Berüchtigt war Ernst Wildi vor allem für seine gestrenge Art, die Kantonsschule zu leiten. Er griff, wenn nötig, hart durch, um Ordnung zu halten. Beispielsweise meldete er 1929 im Klartext an den Regierungsrat: «Die Klassen II und IV OR, an und für sich nicht besonders begabt, arbeiten nicht, wie es sein sollte. Ich mahnte eindringlich und stellte in Aussicht, dass wir mit der Säuberung beginnen werden, wenn nicht ein anderer Zug in die Klassen komme. Der Erfolg meiner Mahnung war ungenügend, und um nicht die guten Elemente der Klasse im Vorwärtskommen weiter zu hindern, removierten wir folgende Schüler, nachdem schon im Juli ein Oberrealschüler der IV. Klasse eliminiert worden war. […] Vier weitere Schüler erhielten die Drohung der Remotion auf nächste Weihnachten.» Und als 1935 die Absenzen bei den Mädchen überdurchschnittlich zunahmen, hielt er vor den versammelten Schülerinnen eine Standpauke, in welcher er ihnen ins Gewissen redete: «Dann fürchte ich besonders das hysterische Sichdrücken vor Unangenehmem, das Sichflüchten in die Krankheit, das einem das ganze Leben zum Unheil werden kann. […] Wie sollen wir dem Übel entgegentreten? Ich dachte, von den Mädchen in Zukunft jedesmal vom Pensionat eine schriftliche Entschuldigung zu verlangen. Aber ich bin kein Büreaukrat, der viel Schreibereien liebt, und ich möchte mit Vertrauen und nicht mit Misstrauen mit euch verbunden sein. Ich versuche nun vorderhand an eure Einsicht, an eure Ausdauer, an eure Energie zu appellieren, damit ihr wenigstens die Absenzen auf das unumgänglich notwendige Minimum herabschraubt. Denkt zum Beispiel an die Dienstboten; ich habe drei junge Mädchen im Haus, von morgens früh bis abends an der Arbeit, ohne zu klagen. […] Wir haben euch ja sonst in den Klassen wirklich gerne, denn ihr bringt einen doch etwas feineren Ton. Aber flotte Besen müsst ihr sein, nicht Puppen!» Als Wildi 1936 vor versammelter Schüler- und Elternschaft seine Ansprache zum jährlichen Schülerabend hielt, nutzte er die Gelegenheit, seine erzieherischen Prinzipien zu unterstreichen, und forderte unter anderem: «Einfachheit, Natürlichkeit, Pflichtbewusstsein gegenüber den Kameraden, den Eltern und gegenüber Land und Volk. Jedes Auftrumpfen, jedes Geldverschleudern, sei es für Toiletten oder andere Dinge, ist als unschweizerisch unerwünscht. Natürlich dürfen wir auch unbequeme Elemente nicht dulden. Eine Kantonsschule muss eine Ausleseschule sein, die sich um die schwere Aufgabe nicht herumdrücken darf, wegzusieben, was aus diesem oder jenem Grunde nun einmal für ein Studium nicht taugt.»

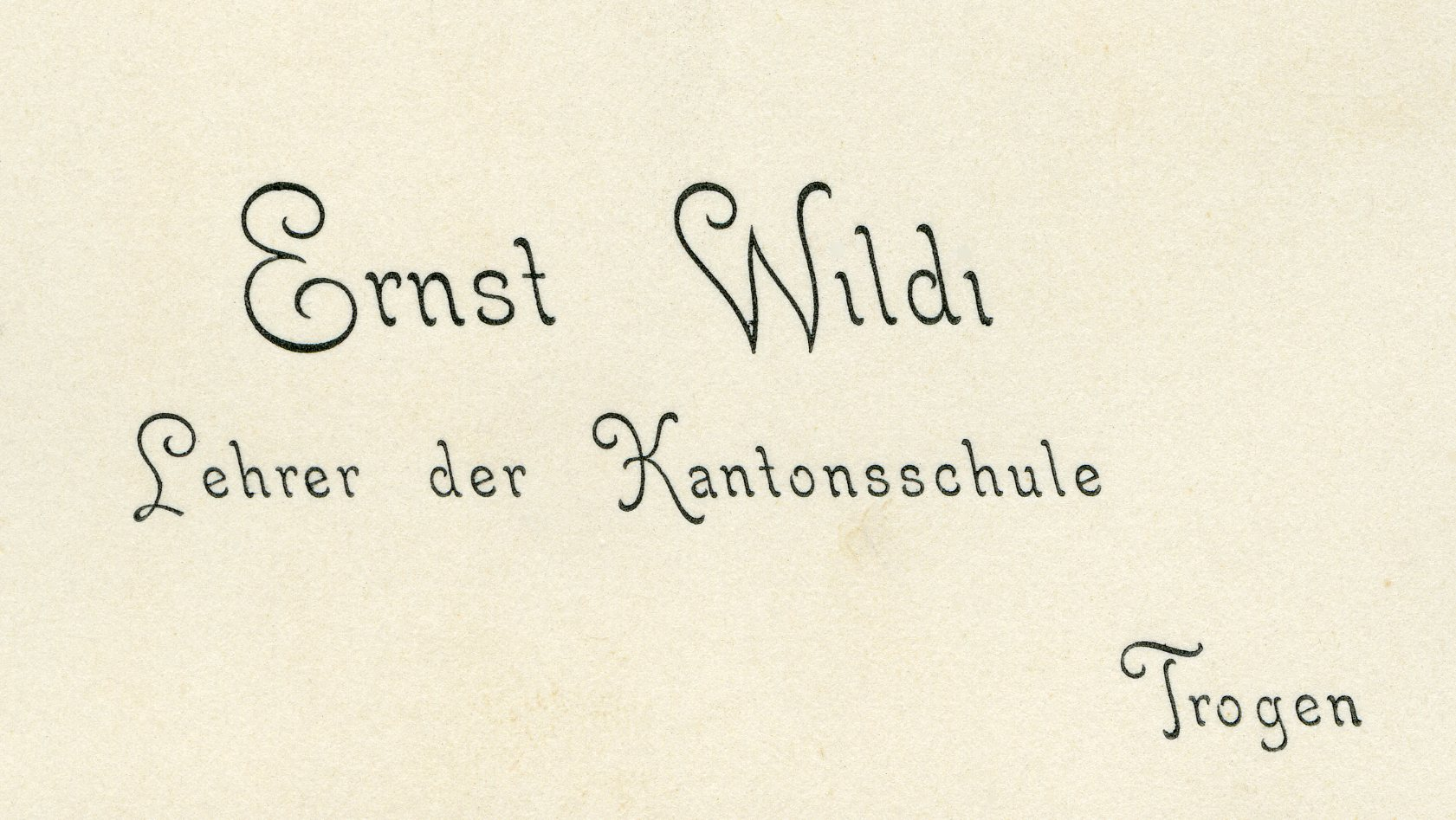
Visitenkarte von Ernst Wildi, kurz nach seinem Stellenantritt, 1902

Wildi war ein kritischer Beobachter seiner Mitmenschen und der Menschheit überhaupt; nicht umsonst stellte er fest: «Wir betrachten die Civilisation als dünnen Firnis über der wahren Menschennatur.» Dennoch war er auch bekannt für seine Nächstenliebe und Hilfsbereitschaft. So setzte er sich immer wieder dafür ein, dass die Pensionsgelder für Minderbemittelte herabgesetzt wurden, oder veranlasste Geld-, Kleider und Lehrmittelspenden. 1936 bedankte sich diesbezüglich beispielsweise ein Vater mit folgenden Worten: «Geehrter Herr und Frau Rektor: Ich fühle mich verpflichtet, für die Gaben, die Sie meinem Sohn [Name des Schülers] zu teil werden liessen, herzlich zu danken. In einer Zeit, da der Arbeiter so sehr zu kämpfen hat, schätzt man solches doppelt. Ich möchte schliessen mit einem herzlichen ‹Vergelts Gott›.» Auch als im Umkleideraum der Turnhalle Geld entwendet wurde, richtete Wildi gegenüber dem Dieb den familiären Umständen entsprechend und schrieb unter anderem an die Eltern: «Ich kann den Ersatz des Geldes von einer arbeitslosen Familie nicht verlangen, und ich will den Schaden aus der Lehrmittelkasse decken. Ich möchte natürlich die Lebenskurve [Name des Schülers] nicht jäh umbiegen, ihm nicht für sein ganzes Leben schaden. Ich werde daher weder der Lehrerschaft noch den Behörden Meldung erstatten. Aber [Name des Schülers] erhält das Ultimatum, das heisst, wenn Ihr Sohn trotz meiner Mahnung und Warnung sich gegen Erwarten nicht flott halten sollte, so würde er augenblicklich unter der Meldung an die Behörden aus der Schule entlassen und dem Jugendgericht überwiesen.» Auch griff Wildi für die Kantonsschule auf seine eigenen Ersparnisse zurück: Als 1929 ein Mangel an Finanzen für neue Kadettengewehre herrschte, schrieb er selbstlos an die Behörden: «Die Kadettenkommission beantragt die Anschaffung von 45 Stück dieser Waffen. Ich werde 10 Stück aus meiner Tasche zahlen, so dass für den Kanton noch eine Auslage von 25 × 35 = 875.– bleibt.»

## Demission und frühzeitiger Tod
Im Laufe der 33 Jahre, in denen Ernst Wildi an der Kantonsschule Trogen als Rektor tätig war, machten sich zunehmend Arbeitsüberlastung und Übermüdung bemerkbar. Auch der Kampf mit Besserwissern, Kritikern und den Behörden zehrte an Wildis Gesundheit. Bereits 1927, in einer Orientierung im Gemeinderat bezüglich der finanziellen Beteiligung am Erweiterungsbau von 1931, stellte Wildi dazu zynisch fest: «Die Art, wie sich die Herren Vorgesetzten benahmen, zeigt, wie nötig es sei, im Lande vernünftige Männer zu bilden, damit die Behörden besser bestellt werden mögen.» Und als ein Jahr später die Turnhalle gebaut war, schrieb er an einen Freund: «Eine Überlegung stimmt mich etwa einmal ein wenig bitter: Wenn dann die Schule einmal richtig atmen kann, dann werden meine Kräfte und die meiner lieben Frau durch die tägliche Kleinarbeit, die sich ja in der Hauptsache hinter den Kulissen abspielt, erlahmt sein, und persönlich werde ich dann das Schöne nicht mehr geniessen können.» Nach den Problemen beim Turnhallenbau drohte Wildi im Januar 1928 mit der Kündigung. Und als erneute Differenzen in der Planungsphase des «Roten Schulhauses» auftauchten (u. a. das Inserat, welches die KST in Verruf brachte), reichte er Anfang 1929 seine Demission ein. Am 5. Mai teilte er einem Bekannten mit: «Aber heute, wo der Zeitpunkt meiner Demission als Lehrer und Rektor schon nahe bevorsteht, lade ich mir keine weitere Bürde auf. Wie sich meine Zukunft gestaltet, ob ich den ‹Staub Trogens von den Füssen schütteln› werde, weiss ich selbst noch nicht. Ich weiss nur, dass ich die Verantwortung, die nun schon 25 Jahre auf mir liegt, aus gesundheitlichen, persönlichen und anderen Gründen nicht weiter tragen mag. […] Aber ich bin durch die genaue Kenntnis des Werdens und der Stellung der Schule zu einem Pessimisten geworden.» Trotz Wildis klaren Worte konnten die Behörden den pflichtbewussten Rektor dazu überreden, dass dieser seine Kündigung wieder zurückzog.

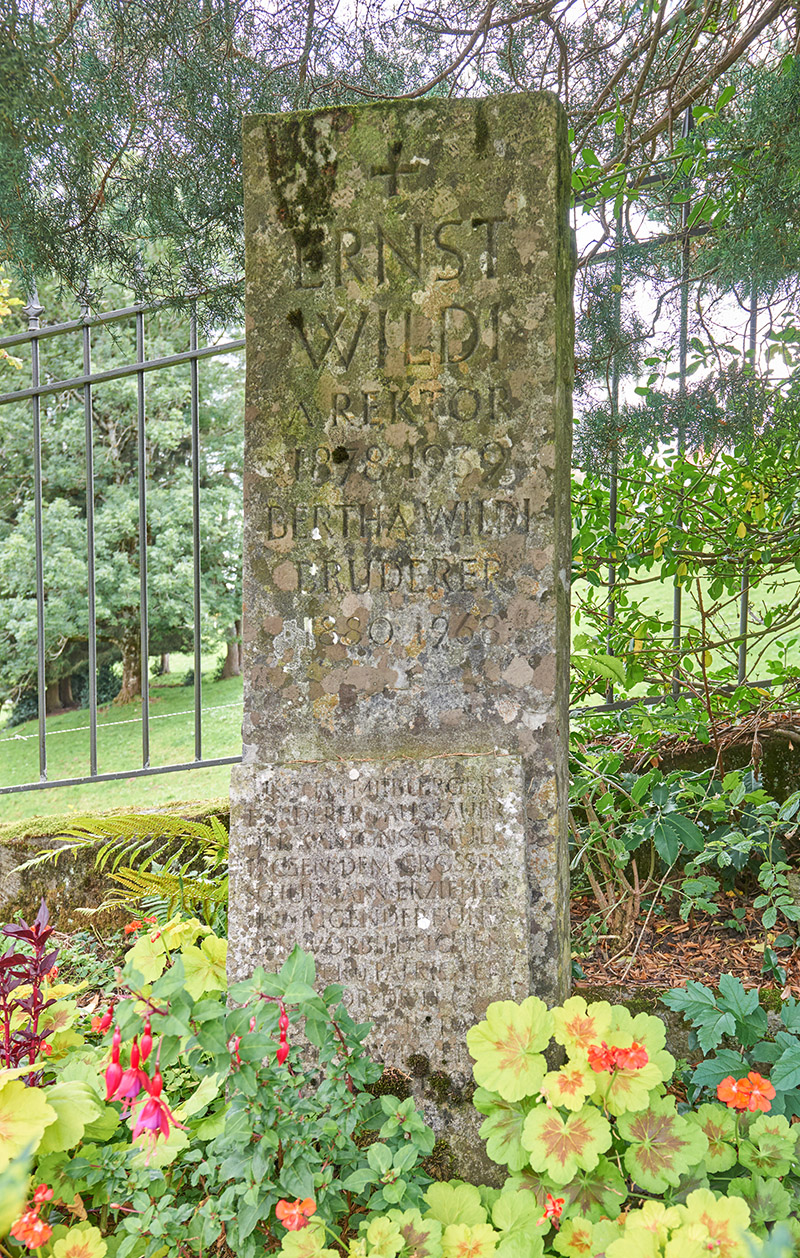
Grab (mit Gedenktafel) von Ernst und Bertha Wildi auf dem Friedhof in Trogen

Das Fass zum Überlaufen brachte dann eine Rüge der Staatswirtschaftlichen Kommission, weil sich Wildi im Jahresbericht der Kantonsschule 1935/36 eine Kritik an den Behörden erlaubte. In der Folge fühlte er sich zutiefst verletzt nach all seinen Mühen für den Kanton und die Schule und reichte deshalb im Frühjahr 1937 seinen definitiven Rücktritt ein. Im Herbst desselben Jahres verabschiedete er sich bei seinen Arbeitskollegen mit folgenden Worten: «Und nun, liebe Kollegen, ist mein Lied aus und damit auch mein Kampf gegen viel Kleinliches, gegen Nadelstiche, gegen bremsende finanzielle Sorgen, gegen Unzulänglichkeiten in der brodelnden Jugend und in mir selbst. […] Aber mein Lebenswerk ist wohlgelungen, denn ich habe die letzte Furche im Acker so grad gezogen wie die erste. Ich danke Gott, der mir die Kraft und die Gesundheit für meine Arbeit gab und mir erlaubte so viele Jahre mit der Jugend zu leben.» Am 19. September überraschten die Kantonsschüler ihren Rektor mit einem Fackelzug zu Wildis Heim; zwei Wochen später richtete er seine letzte Rede an die Schüler der Kantonsschule, wobei er seiner Verbitterung noch einmal Platz gab und danach zum letzten Mal erzieherische Ermahnungen folgen liess: «Da steht nun ein Rektor in einem kleinen Dorf mit seinen 300 bis 400 lebendigen Buben und Mädchen so recht zwischen Hammer und Amboss drin. Drum wird man ob all der Arbeit und Verantwortung mit den Jahren müde. Die Kräfte erlahmen, und wenn dann noch von aussen Anrempeleien erfolgen, die man als nicht berechtigt ansieht, dann mag man eines Tages einfach nicht mehr, besonders wenn man nie nur um des Lohnes, sondern um einer inneren Verpflichtung willen in alle Nacht hinein arbeitete. Auch ist es das Los alles Organischen: Was froh lichtwärts wuchs, das muss sich einst bescheiden wieder der Erde zuneigen. Wohl dem, der neuen Kräften Platz machen kann, bevor man ihn als überlebt empfindet! […] Und nun erlaubt mir, noch einige Wünsche und Bitten anzubringen! Vergesset nie, dass ihr neben gleichaltrigen Kameraden, die schon früh bei fremden Menschen ihr oft schweres Brot verdienen müssen, begünstigt seid. […] Ich bitte euch, schreibt auf die Fahne, die euch im Leben vorflattern soll auch das Wort ‹Harmonie›. Alle Einseitigkeit ist unschön, und zu jedem Gewicht braucht es ein Gegengewicht. Gebt dem Geist, was des Geistes, dem Körper, was des Körpers ist! […] Duldet unter euch nie unkameradschaftliche Angeberei; aber macht euch energisch Front gegen unfeine Kameraden, die ihre Überlegenheit missbrauchen und andere einschüchtern. […] Dient euren Mitmenschen; ihr werdet erfahren, wie das bereichert und beglückt, während Egoismus alles in uns erkalten lässt. […] Und nun danke ich euch allen noch einmal von Herzen für alle Liebe, für alles Vertrauen, das ihr mir entgegengebracht habt. Verzeiht mir, wenn mir in der Übermüdung gelegentlich böse Worte entfuhren, wenn ich mein Temperament nicht immer genügend in der Hand hatte. Ein Unrecht zufügen, das wollte ich wahrlich nie. Vergesset mich nicht zu rasch, und sollte ich diesem oder jenem noch einen Dienst erweisen können, so wird mein Haus allzeit gastlich offenstehen.» Wildis letzter amtlicher Brief stammte vom 14. Oktober und war an den Landammann adressiert: «Mit dem heutigen Tag lege ich mein Amt als Lehrer und Rektor der Appenzell Ausserrhodischen Kantonsschule nieder. Ich habe Herrn Doktor Wohnlich [Rektor von 1937–1948] alle notwendigen Akten übergeben. […] Bei meiner Abmeldung aus dem appenzellischen Staatsdienst bitte ich dringend, von der Kantonsschulkommission aus keine weitere Abschiedsstunde in Aussicht zu nehmen. Ich bin froh, wenn das Loslösen nun endgültig überstanden ist.»
Nach dem Amtsrücktritt gedachte Ernst Wildi seine schriftstellerischen Pläne zu verwirklichen. Dazu kam es jedoch nicht mehr. Es folgte ein Magenleiden und eine Herzlähmung, welche eine Operation unabdingbar machten. Aus der Narkose erwachte Wildi nicht mehr und verstarb um die Mittagsstunde des 11. Januar 1939. Die Trauerfeier fand am 14. Januar im Krematorium von St. Gallen statt. In der Todesanzeige wurde darauf hingewiesen, dass auf Wunsch des Verstorbenen anstelle Blumen zu spenden der Armen zu gedenken sei. Am 25. April 1939 beschloss der Gemeinderat von Trogen, durch den Bildhauer Wilhelm Meier (Schüler an der KST von 1894 bis 1897) eine Gedenktafel mit folgender Inschrift für die Grabstätte von Ernst Wildi anzufertigen:

«Unserem Mitbürger, Förderer und Ausbauer der Kantonsschule Trogen, dem grossen Schulmanne, Erzieher und Jugendfreund, dem vorbildlichen Bürger und Patrioten Rektor Dr. h. c. Ernst Wildi – in Dankbarkeit gewidmet von der Gemeinde Trogen»

Nach der kinderlosen Ehe lebte Bertha Wildi-Bruderer noch weitere 29 Jahre in Trogen und starb 1968. Ihre sterblichen Überreste wurden mit denen ihres Gatten zu einem Familiengrab vereint.

## Wirkung, Nachleben
Ernst Wildis Schaffen wirkte noch Jahrzehnte nach seinem Tod. 1995 wurde mit der «Arche» das bis anhin grösste Gebäude der Kantonsschule eingeweiht. Bei dieser Gelegenheit bezeichnete Willi Eugster (14. Rektor der KST) Ernst Wildi 56 Jahre nach seinem Tod als «die wichtigste Persönlichkeit in der Entwicklung der Kantonsschule». Allerdings wurden seine zahlreichen Verdienste für die Schule schon während seiner Amtszeit als Rektor erkannt und honoriert.

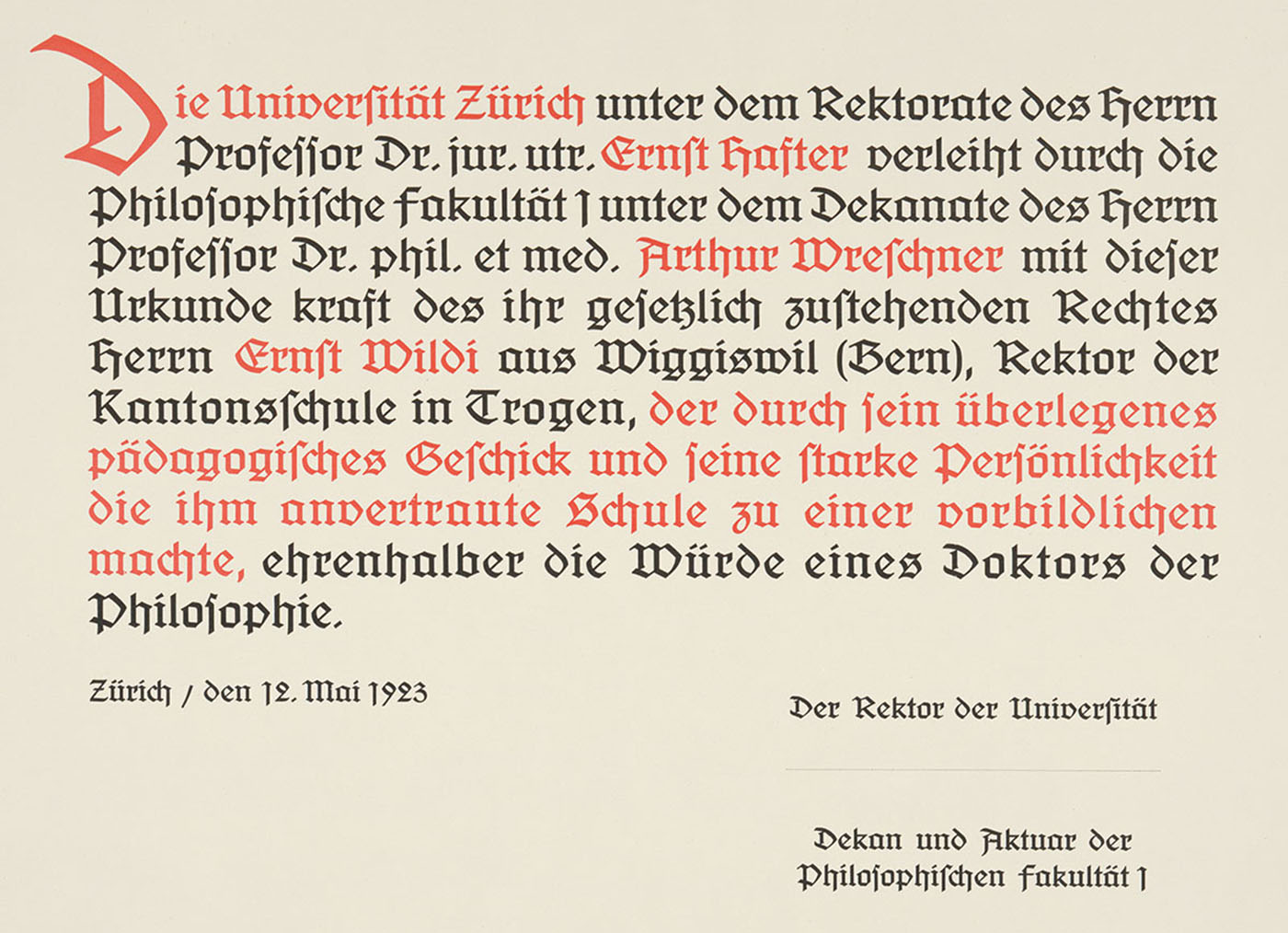
Urkunde zum Ehrendoktor, verliehen von der Universität Zürich, 1923

### Ehrendoktor
1923 prüfte die Universität Zürich einen entsprechenden Antrag (von dem Wildi nichts wusste) und verlieh ihm den Ehrendoktor Dr. h. c. (honoris causa):

«Die Universität Zürich unter dem Rektorate des Herrn Professor Dr. jur. utr. Ernst Hafter verleiht durch die Philosophische Fakultät unter dem Dekanate des Herrn Professor Dr. phil. et med. Arthur Wreschner mit dieser Urkunde kraft des ihr gesetzlich zustehenden Rechtes Herrn Ernst Wildi aus Wiggiswil (Bern), Rektor der Kantonsschule Trogen, der durch sein überlegenes pädagogisches Geschick und seine starke Persönlichkeit die ihm anvertraute Schule zu einer vorbildlichen machte, ehrenhalber die Würde eines Doktors der Philosophie.»

### Rektor-Wildi-Stiftung
Schon kurz nach Wildis Ableben wurde, im Sinne seiner Wohltätigkeit, die «Wildi-Stiftung» ins Leben gerufen. Im Mitteilungsorgan der ehemaligen KST-Schüler berichtete 1939 der neue Rektor unter der Rubrik «Aus der Kantonsschulgemeinde»: «Zum Schluss möchte ich hier noch eine neue philanthropische Stiftung erwähnen, die im Laufe des verflossenen Jahres gegründet wurde. Ich erfülle diese Chronistenpflicht mit herzlichem Dank an die edlen, opferfreudigen Initianten und gebe einem derselben Gelegenheit, auch die anderen Mitglieder des KVT zu orientieren: Ing. Max Schmidheiny [Schüler an der KST von 1921 bis 1927 und Pensionär bei Wildi], Heerbrugg, schreibt: ‹Nach dem Hinschied von Herrn Rektor Dr. Ernst Wildi haben einige ehemalige Wildianer beschlossen, ihrem verehrten Lehrmeister ein Denkmal zu setzen in dem Sinne, dass sie speziell unter den ehemaligen Pensionären von Herrn Rektor Wildi eine Sammlung veranstalteten, welche den schönen Betrag von annähernd Fr. 20'000.– ergab. Dieser Fonds soll dazu dienen, eine Rektor-Wildi-Stiftung zu gründen mit dem Zweck, fähigen, unbemittelten Kantonsschülern die Absolvierung der Kantonsschule zu erleichtern.›» Unter den zahlreichen Spendern befanden sich sogar ehemalige Schüler, welche mittlerweile in Rio de Janeiro und New York lebten.

### Wildis Grab

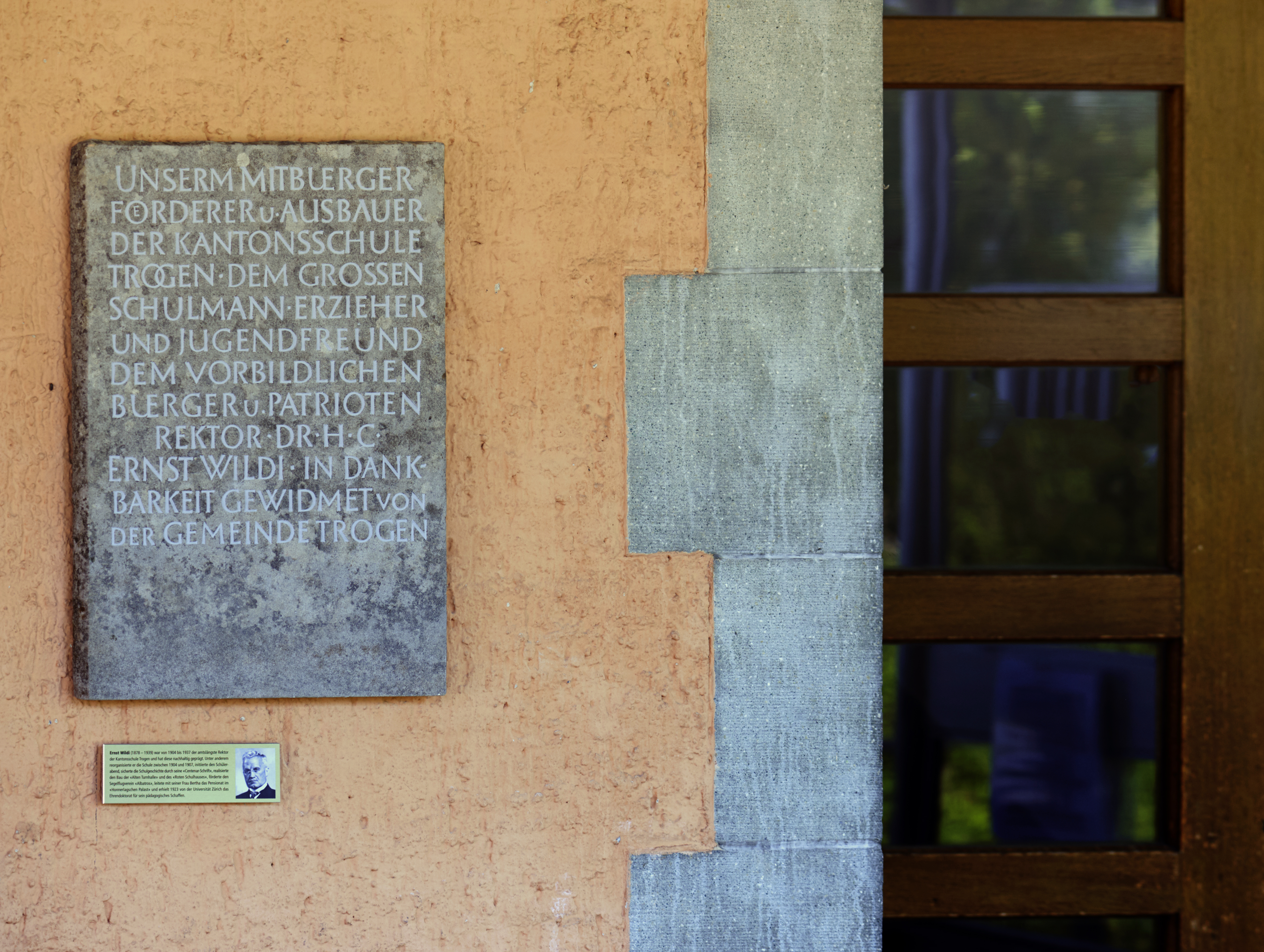
Die Sandstein-Gedenktafel am Eingang des «Roten Schulhauses» erinnert seit 2019 an Wildis Schaffen

Als 1963 das 25. Todesjahr von Wildi näher rückte, erreichte Rektor Walter Schlegel (2. Rektor nach Wildi) ein Brief aus Durham, North Carolina, USA, von einem ehemaligen Schüler: «Sehr geehrter Herr Rektor, als ehemaliger Kantonsschüler (Matura 1913) habe ich während meiner Schweizer Ferien wieder einmal Trogen besucht. Dabei bemerkte ich, dass die seinerzeit von der Gemeinde Trogen gestiftete Erinnerungsplatte für Herrn Rektor Wildi im Friedhof angebracht ist. In Übereinstimmung mit anderen Ehemaligen, mit denen ich die Sache besprach, habe ich das Gefühl, dass das Kantonsschulgebäude selbst ein besserer Platz für die wohlverdiente Ehrenmeldung wäre. Dort wäre sie für kommende Generationen von Studierenden eine fortdauernde Inspiration. Auf dem Friedhof ist sie wenigen zugänglich und wird von wenigen beobachtet. Wahrscheinlich müsste sie dort mit der Zeit überhaupt verschwinden. Ich habe Herrn Gemeindehauptmann Niederer in demselben Sinne geschrieben und würde es sehr begrüssen, wenn Sie sich entschliessen könnten, zu der vorgeschlagenen Lösung Hand zu bieten.» Aus dem Antrag wurde jedoch nichts, da der Beschluss der ehemaligen Gemeindebehörde, die Platzierung auf dem Grab, nicht aufgehoben werden konnte. Ein weiterer Vorschlag, eine neue Gedenktafel für das Schulareal in Auftrag zu geben, wurde ebenfalls nicht realisiert. 1994 meldete sich auch der ehemalige Kantonsschüler und Mövenpick-Gründer Ueli Prager und schrieb bezüglich des Grabes von Ernst Wildi an den Dorfpfarrer: «Von 1929 bis 1935 bin ich in Trogen zur Schule gegangen und blicke auf eine sehr glückliche damalige Zeit zurück. Ich war in Pension bei meinem verehrten Lehrer und Erzieher, Herrn Rektor Wildi, dem ich in Dankbarkeit gedenke. Ich war kürzlich in Trogen  auf einem 2-tägigen Heimwehbesuch und wie auch in früheren Jahren war ich entzückt und erfreut von der Appenzeller Landschaft, aber auch von der typischen Trogener Atmosphäre. Ich war auch auf dem Grab von Rektor Wildi und habe mit etwas Trauer und Wehmut gesehen, dass die Inschrift kaum mehr lesbar und der Stein von irgendwelchen Steinflechten bedeckt ist. Auch die Blumenpflege war nicht ganz so, wie ich mir das vorgestellt hätte für einen Mann, dem so grosses Verdienst um Trogen zukommt.» In der Folge finanzierte Prager die Grabmal-Renovation für 3100 Franken und bezahlte sechs Jahre später den Grabunterhalt durch die Gemeinde Trogen für die folgenden zwei Jahrzehnte bis ins Jahr 2022; dazu schrieb er an seine ehemaligen Kantonsschulkameraden: «Das Häuflein, das sich noch unseres damaligen Rektors erinnert, ist geschrumpft. Von den Pensionären im ‹Wildihaus› bleiben Max Honegger und ich. Ja, und nach den 20 Jahren sind wohl die Erinnerungen aller lieben Freunde erloschen!» Im Hinblick auf die Auflösung des Grabes entschied die KST-Schulleitung 2019, exakt 80 Jahre nach Wildis Tod, die Erinnerungsplatte vom Grab auf den Schulcampus zu überführen. Als Standort wählte man das «Rote Schulhaus», das wiederholt als einer von Wildis grösstem Beitrag an die Kantonsschule angesehen wurde. Seither hängt die von Wilhelm Meier gestaltete Gedenktafel einige Meter neben seinem Brunnen aus dem Jahre 1965.

## Veröffentlichungen
- Die Appenzell a. Rh. Kantonsschule in Trogen zum hundertjährigen Bestand. Eigenverlag, Trogen 1921.